# Bad Waldsee

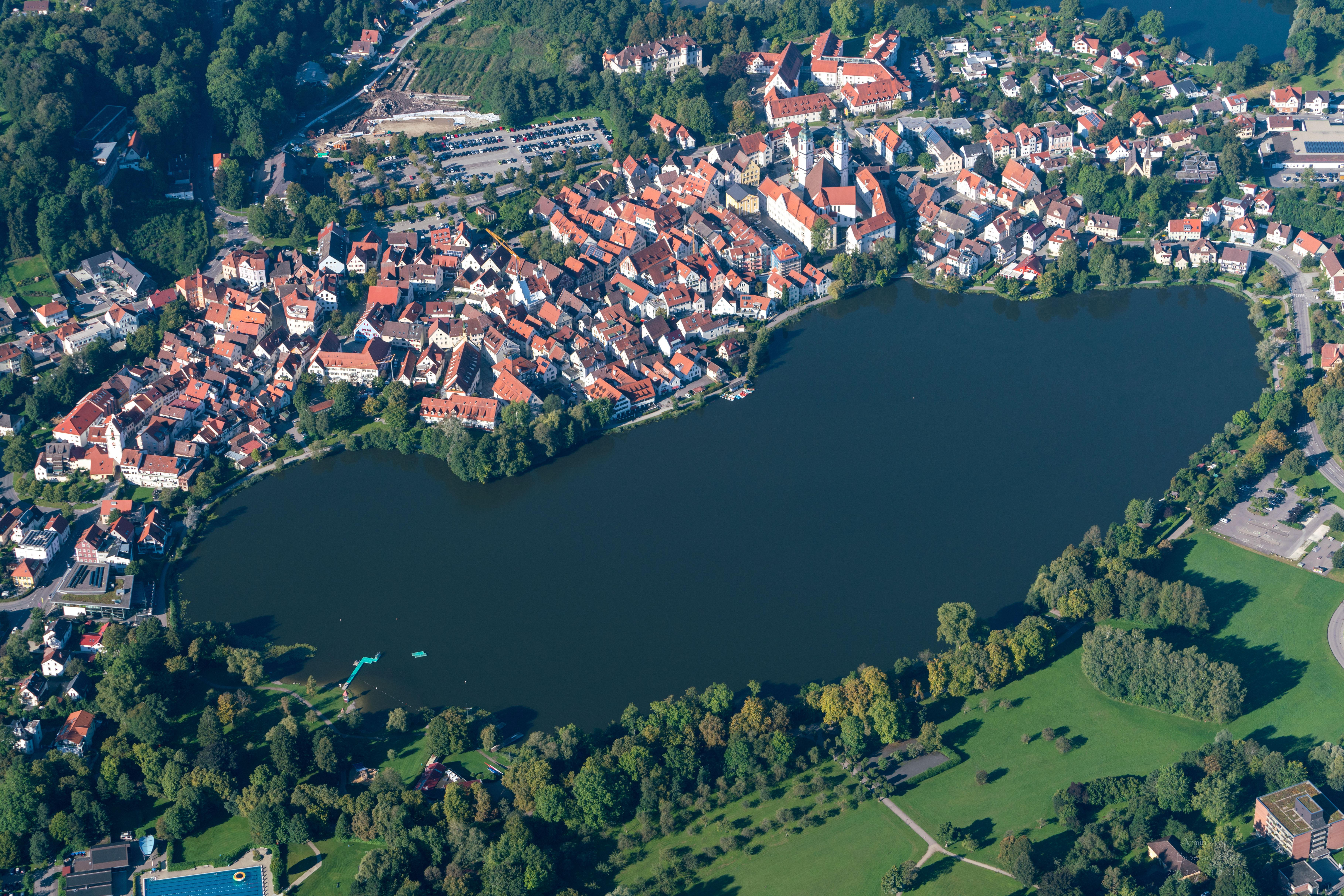
Stadtkern mit See aus der Luft

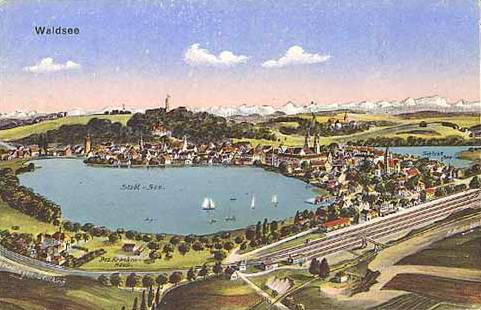
Waldsee um 1910

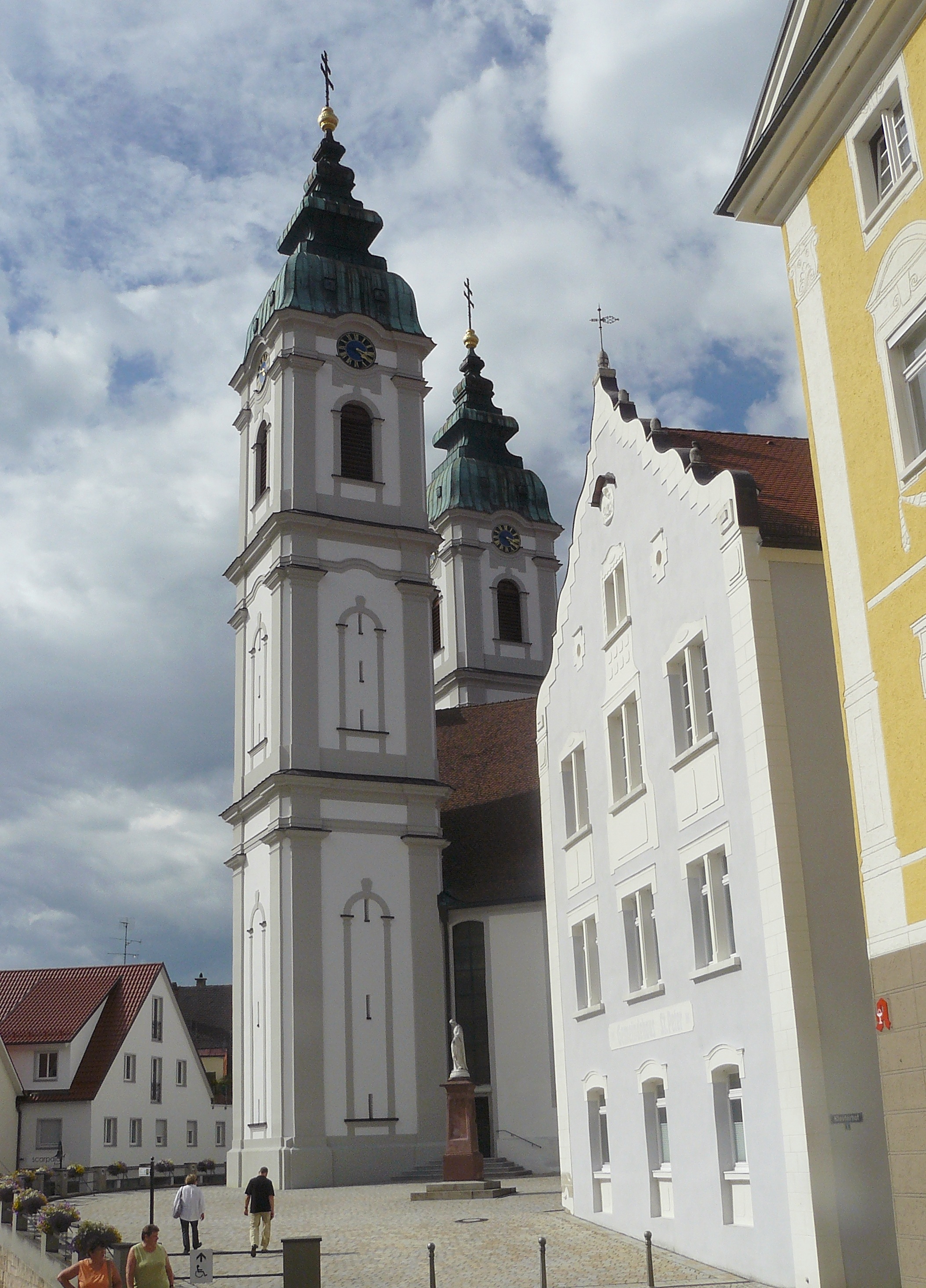
Türme der Stiftskirche

Bad Waldsee (bis 1956 Waldsee) ist eine baden-württembergische Große Kreisstadt in Oberschwaben im Landkreis Ravensburg mit 20.838 Einwohnern. Es ist ein Mittelzentrum der Region Bodensee-Oberschwaben. Der Mittelbereich Bad Waldsee umfasst zudem die Stadt Aulendorf als Unterzentrum und die Gemeinde Bergatreute.
Bad Waldsee ist Moorheilbad und Kneippkurort. 926 erstmals erwähnt und 1298 zur Stadt erhoben, ist Bad Waldsee überregional bekannt für die historische Altstadt mit ausgedehnter Fußgängerzone und Rundweg um den Stadtsee. Es ist eine Hochburg der schwäbisch-alemannischen Fasnet.
Bad Waldsee liegt an der Schwäbischen Bäderstraße, der Oberschwäbischen Barockstraße, dem Oberschwäbischen Pilgerweg und dem Jakobsweg.
Berühmte Persönlichkeiten der Stadt sind die Mystikerin Elisabeth Achler, der Bauern-Jörg und der Reformator Jacob Schenck.

## Geographie

### Lage
Bad Waldsee liegt in Oberschwaben nördlich des Altdorfer Waldes auf 584 bis 754 m ü. NN. Die Altstadt erstreckt sich auf einer Landenge zwischen zwei Seen, dem Stadtsee (Osten; 583 m ü. NN), der von dem aus Richtung Süden kommenden Urbach gespeist wird, und dem etwas kleineren Schlosssee (Westen), in den der vom Stadtsee kommende Pfaffenbach mündet und der durch die nach Westen fließende Steinach entwässert. Beim nordwestlichen Stadtteil Michelwinnaden entspringt einer der beiden Quellbäche des Donau-Zuflusses Riß.

### Stadtsee
Der Stadtsee kann neben der historischen Altstadt als „Visitenkarte“ von Bad Waldsee angesehen werden. Seit 1952 gibt es einen durchgehenden Uferweg. Der See liegt mitten in der Stadt und wird auch vom städtischen Freibad genutzt. Der städtische Ruderverein benutzt ihn als Trainingsgewässer, außerdem gibt es eine Bootsvermietung. Der See ist Eigentum der Stadt und wird vom örtlichen Fischereiverein bewirtschaftet.
Der Stadtsee Bad Waldsee ist ein natürlicher See mit einer Wasserfläche von 14,5028 Hektar. Sein Einzugsgebiet umfasst 11.975 Hektar. Die maximale Tiefe des Sees beträgt 10,7 Meter, die mittlere Tiefe liegt bei 6,7 Metern, was einem Volumen von 939.600 Kubikmetern entspricht. Sein mittlerer Pegel liegt bei 583,07 m ü. NN. Der Hauptzulauf erfolgt über den Urbach, während der Ablauf über den Schlosssee in die Steinach und weiter über die Schussen in den Bodensee führt. Der angestrebte und aktuelle Zustand des Sees entspricht der Trophiestufe 2. Entstanden ist der See vor rund 16.000 Jahren bei der letzten Kaltzeit, der Würm-Kaltzeit.
Der Stadtsee war zuletzt Gegenstand intensiver Forschung im Rahmen eines DFG-Projekts zum Einfluss städtischer Entwicklung auf Gewässer. Das interdisziplinäre Projekt erforschte hierbei den Einfluss des Menschen auf die Umwelt in Mittelalter und früher Neuzeit, um unter anderem Klimamodelle weiter zu präzisieren.

### Schlosssee
Der Schloßsee liegt ebenfalls mitten in der Stadt und hat eine Wasserfläche von 5,3 Hektar. Hydrologisch betrachtet beträgt sein Einzugsgebiet 2.086 Hektar, die maximale Tiefe 6,5 Meter und die mittlere Tiefe 3,1 Meter, was einem Volumen von 163.000 Kubikmetern entspricht. Der Hauptzulauf erfolgt über die Steinach vom Stadtsee, während der Ablauf ebenfalls in die Steinach mündet, die weiter in die Schussen und schließlich in den Bodensee fließt. Der aktuelle Zustand des Sees wird mit der Trophiestufe e1 angegeben, angestrebt wird die Stufe m. Der Schloßsee entstand gegen Ende der letzten Eiszeit vor etwa 16.000 Jahren. Touristisch ist er kaum erschlossen, da es nur wenige öffentliche Zugänge zum Seeufer gibt. Der See befindet sich im Besitz des fürstlichen Hauses Waldburg-Wolfegg.

### Stadtgliederung

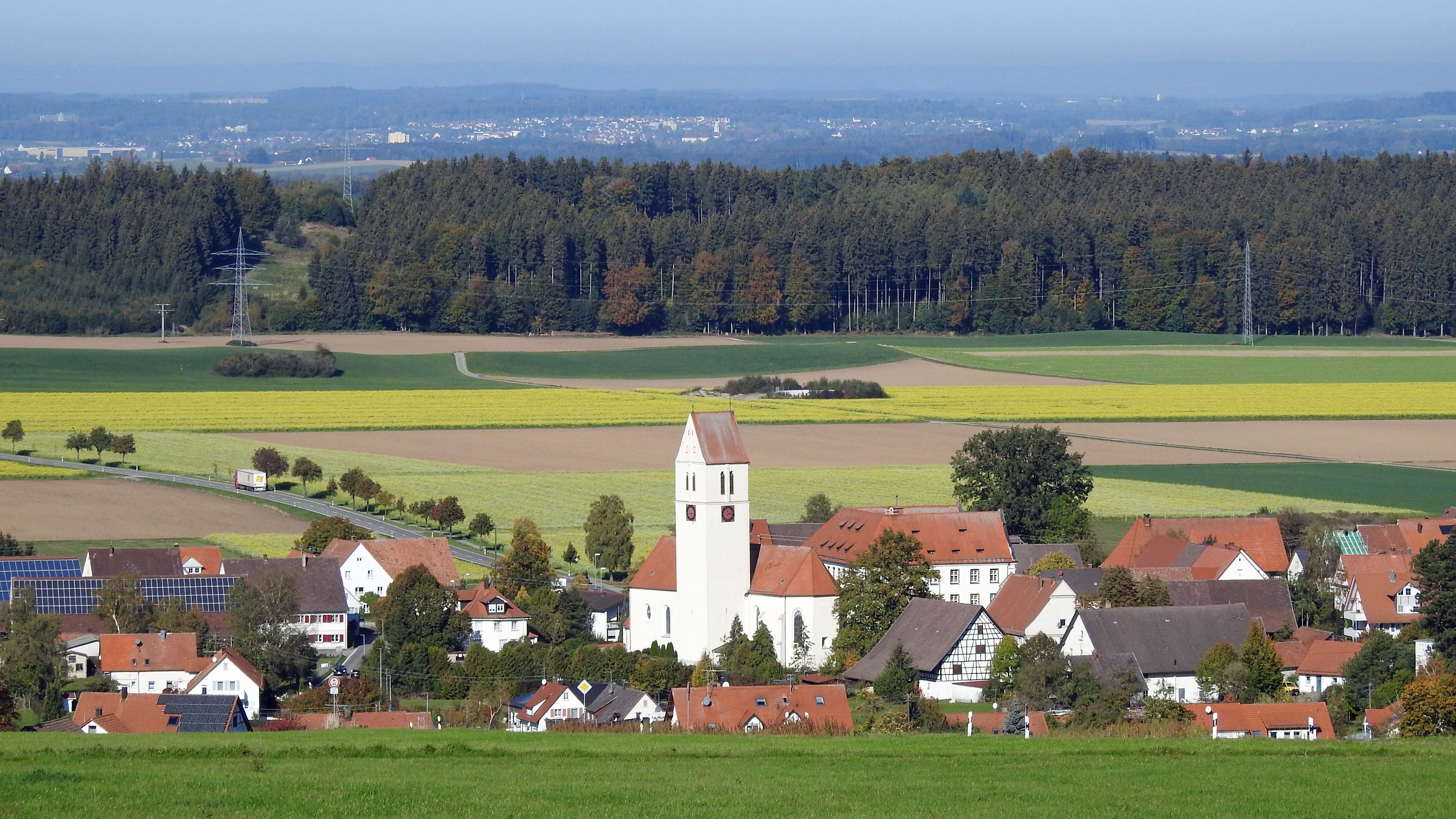
Haisterkirch von Südosten

- Zu Bad Waldsee selbst gehören Steinach und die Weiler Englerts, Graben, Haslanden, Hifringen, Hopfenweiler, Kohhaus, Mattenhaus, Reichertshaus, Schellenberg, Schlupfen, Steinenberg und Wasserstall sowie einige Höfe.
- Reute ist seit 1971 Ortsteil der Stadt Bad Waldsee. Zu Reute gehören die Wohnplätze Durlesbach, Greut, Magenhaus, Obermöllenbronn, Untermöllenbronn, Stadel und Tobel (2400 Einwohner).
- Gaisbeuren mit den Wohnplätzen Ankenreute, Arisheim, Atzenreute, Dinnenried, Enzisreute, Haldenhof, Haldensäge und Kümmerazhofen (1785 Einwohner). (Seit 2014 sind die Gemeinden Reute und Gaisbeuren unter einer Gemeindeverwaltung zu Reute-Gaisbeuren zusammengeschlossen worden. Der Verwaltungssitz blieb in Gaisbeuren.)
- Haisterkirch mit den Wohnplätzen Bäuerle, Im Heustöckle, Hittelkofen, Hittisweiler, Osterhofen, Kurzes, St.-Magnushof und  Ehrensberg (Eingemeindung auf die Gemarkung Haisterkirch: 1977) (1433 Einwohner).
- Michelwinnaden mit den Wohnplätzen Michelberg und Lenatweiler (618 Einwohner).
- Mittelurbach mit den Wohnplätzen Mennisweiler, Neuurbach, Oberurbach, Seeden, Unterurbach, Volkertshaus, Vorderurbach und Wolpertsheim (1347 Einwohner).

### Nachbargemeinden
Die folgenden Städte und Gemeinden grenzen an die Stadt Bad Waldsee (im Uhrzeigersinn, beginnend im Norden):
Ingoldingen, Eberhardzell (beide Landkreis Biberach), Bad Wurzach, Wolfegg, Bergatreute, Baindt, Wolpertswende und Aulendorf (alle Landkreis Ravensburg)

### Flächennutzung
Die folgende Tabelle zeigt einen Überblick über den prozentualen Flächenverbrauch auf dem Stadtgebiet im zeitlichen Verlauf.
| Art der Nutzung           | 1996   | 2000   | 2004   | 2008   | 2012   | 2016   | 2023   | Entwicklung 1996–2023 |
| ------------------------- | ------ | ------ | ------ | ------ | ------ | ------ | ------ | --------------------- |
| Wohnbaufläche             | 2,6 %  | 2,7 %  | 2,9 %  | 3,1 %  | 3,1 %  | 3,3 %  | 3,4 %  | +0,8 %                |
| Industrie und Gewerbebau  | 1,0 %  | 1,1 %  | 1,4 %  | 1,5 %  | 1,6 %  | 1,6 %  | 1,6 %  | +0,6 %                |
| Freizeit, Sport, Erholung | 1,0 %  | 1,5 %  | 1,7 %  | 1,8 %  | 1,8 %  | 1,8 %  | 1,8 %  | +0,8 %                |
| Verkehrsflächen           | 4,1 %  | 4,1 %  | 4,5 %  | 4,5 %  | 4,5 %  | 4,5 %  | 4,6 %  | +0,5 %                |
| Landwirtschaft            | 59,0 % | 58,1 % | 57,2 % | 56,9 % | 56,7 % | 56,5 % | 56,3 % | −2,7 %                |
| Forstwirtschaft           | 28,3 % | 28,3 % | 28,4 % | 28,4 % | 28,4 % | 28,4 % | 28,4 % | +0,1 %                |
| Gewässer                  | 0,8 %  | 0,8 %  | 0,9 %  | 0,9 %  | 0,9 %  | 0,9 %  | 0,9 %  | +0,1 %                |

## Geschichte

### Mittelalter
Im 8. Jahrhundert gab es vermutlich eine erste Ansiedlung von Romanen
Waldsee („See der Walchen/Welschen“) wurde erstmals 926 im sogenannten Weißenburger Codex (auch Codex Edelini genannt) urkundlich erwähnt. In dem Dokument, das über die Zerstörungen der Ungarn während ihres Feldzuges durch Süddeutschland berichtet, heißt es: „In Walahsé ist eine königliche Niederlassung von den Heiden zerstört worden. Zu ihr gehören zwei Huben Ackerland, 60 Karren Wiesenheu, eine Mühle und eine Kirche“.
Am 12. Mai 1181 stiftete Kaiser Barbarossa das Kloster Waldsee.
1283 wurde die erste Stadtmauer um den Marktplatz gemauert, Erweiterung im 13. Jahrhundert um die Klostervorstadt, nach 1403 wurde die Wurzacher Vorstadt einbezogen.
1298 wurde dem Flecken Waldsee das Ravensburger Stadtrecht verliehen, 1375 der Wegzoll und das Recht zur Aufnahme von Neubürgern, 1379 die Gerichtsfreiheit und 1434 der Blutbann.
Die Herrschaft über die Stadt wurde aber von den Herren von Waldsee ausgeübt, die die Stadt bald an die Habsburger, also an Österreich verkauften.
1331 Verkauf von Stadt, Burg und Herrschaft an Österreich.
1352-1375 Verpfändung der Stadt an die Grafen von Hohenberg und von Lupfen.
1386 verpfändete das Haus Habsburg die Stadt Waldsee an den Truchsess Johannes II. von Waldburg, woraufhin es zu Aufständen der Bürger kam. Der Truchsess setzte sich durch und erlegte der Stadt einen jährlichen Treueschwur auf.
1386 Stadtbrand
1397 Bau des Gewandhauses
1402 wurde der Stadtteil Wurzach, ein Bezirk der Stadt Waldsee, durch einen Blitzeinschlag zerstört. Dieser historische Stadtteil umfasste das Gebiet, das heute maßgeblich durch die Wurzacher Straße geprägt ist.

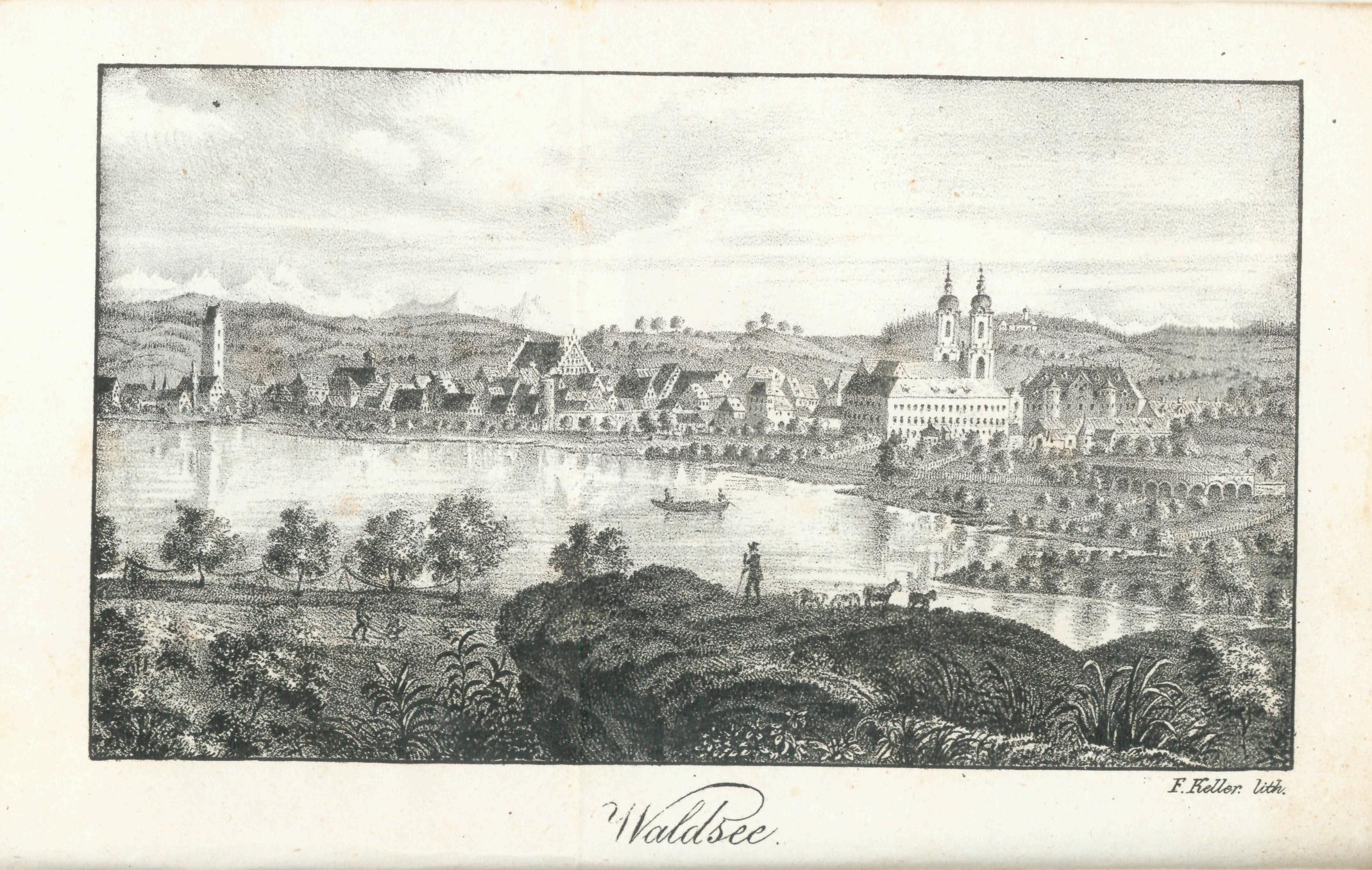
Waldsee, 1834

1406 wurde die Pfandherrschaft der Waldburger erneuert, als die Habsburger Waldsee zusammen mit Mengen, Riedlingen, Munderkingen und Saulgau endgültig verpfändeten. Seit dieser Zeit ist der Zwangsbund dieser fünf Städte auch als Fünf vorderösterreichische Donaustädte bekannt. 1415 kam es zum zweiten Aufstand der Bürger gegen die Herrschaft des Truchsessen, der mit Waffengewalt niedergeschlagen wurde. 1426–1428 wurde das Rathaus errichtet.
Siehe auch: abgegangene Burg Waldsee und Burgrest Neuwaldsee.
ca. 1480 Bau der Frauenbergkapelle
1487 wurden im Bereich des Ravensburger Tors 14 Häuser durch einen Brand zerstört.
Im Frühen 15. Jahrhundert wurden Kornhaus und Waaghaus erbaut.
Ab 1550 Bau des "Alten" Schloss durch Truchsess Georg IV.

### Neuzeit bis zum 18. Jahrhundert
Klosterschüler brachen nach Wittenberg auf, um bei Luther zu studieren, darunter der 1508 in Waldsee geborene Jakob Schenk, der später in Freiberg die Reformation durchsetzte. Zwei Augustiner-Chorherren schlossen sich der Reformation an, einer davon Johannes Willing, späterer Prediger in Ulmer Münster. 1530 wurde der Versuch von elf Schweizer Wiedertäufern gewaltsam beendet, die Stadt zu reformieren und die weltliche Herrschaft abzuschaffen. Der Propst wandte sich an seinen Vogt, den Truchsess Georg III. Seine Reiter wurden auf dem Kirchplatz ermordet, daraufhin alle Schweizer auf dem Galgenbühl geköpft. Die Bürger von Waldsee wurden verschont.
1575 wurde das Gebäude des Spitals durch einen Brandfall beschädigt.
Im Jahr 1579 begann man mit dem Neubau der Stiftskirche. 1680 kaufte sich die Stadt aus dem Pfand des Truchsessen los.
Ab 1745 Umbau des Schlosses unter Truchsess Maximilian Maria.
Am 19. Juli 1788 wurde das Augustiner-Chorherrenstift durch ein Dekret von Kaiser Joseph II. auf eigenen Wunsch aufgelöst.

### Hexenprozesse
In der Gegend um Waldsee begann die Hexenverfolgung sehr früh, da der Inquisitor Heinrich Kramer ab 1480 in der Nachbarstadt Ravensburg tätig war. Kramer war Autor des Hexenhammers und als Inquisitor einer der Wegbereiter der Hexenverfolgung der frühen Neuzeit.
Während der Hexenverfolgungen waren von 1515 bis 1712 in Bad Waldsee mindestens 59 Menschen von Hexenprozessen betroffen. 54 Angeklagte wurden verbrannt, eine wurde enthauptet, eine starb im Gefängnis, eine wurde zu lebenslanger Haft verurteilt und eine wurde freigelassen. Ein Prozessausgang ist unbekannt. Allein im Jahr 1586 wurden 16 Frauen als „Hexen“ verbrannt. Unterlagen über die Jahre 1545–1581 und 1605–1640 fehlen. Die vorhandenen Quellen sind im Stadtarchiv in Bad Waldsee einsehbar.
Im Jahr 2000 wurde eine Erinnerungstafel in der Säulenhalle des Rathauses angebracht mit dem Text: „Hinter dieser Mauer befand sich die als „Blockhaus“ bezeichnete Folterkammer des Stadtgerichts. Auch in den Hexenprozessen (1490–1645) wurden in ihr die Geständnisse der Angeklagten erpresst. 54 Personen fielen dem Hexenbrand zum Opfer.“
Seit 2006 erinnert auf Beschluss des Gemeinderates die Sibylle-Schuler-Straße an die wegen „Hexerei“ angeklagte Sibylle Schuler, die 1604 zum Tode verurteilt, stranguliert und anschließend verbrannt wurde.

### Im 19. Jahrhundert zu Württemberg
Die österreichische Herrschaft endete, als Napoleon durch seine Kriege und die damit verbundene Politik ganz Europa neu ordnete. Mit der am 12. Juli 1806 in Paris unterzeichneten Rheinbundakte kam Waldsee zum Königreich Württemberg. Bereits 1807 wurde Waldsee zur Oberamtsstadt erhoben und bekam als Sitz des württembergischen Oberamts Waldsee mehr Geltung. 1869 erhielt Waldsee durch den Bau der Bahnstrecke Herbertingen–Isny Anschluss an das Streckennetz der Königlich Württembergischen Staats-Eisenbahnen.

### Notgeld nach dem Ersten Weltkrieg
Im Jahr 1918 wurden wegen des Ersten Weltkriegs die Nickel- und Kupferscheidemünzen knapp. Deshalb sahen sich viele Gemeinden gezwungen, eigene Ersatzmünzen prägen zu lassen. Auch der Gemeinderat der Stadt Waldsee beriet am 13. März 1918 über die Prägung eigener Münzen. Es wurde beschlossen, Münzen in den Größen 50 Pfennig, 10 Pfennig und 5 Pfennig auszugeben. Der Entwurf der Münzen, der vom Oberamtssekretär Wanner aus Waldsee stammte, trug auf der Vorderseite das Stadtwappen und auf der Rückseite den jeweiligen Münzenwert. Die Münzen stellte die Firma K. A. Lösch aus Leimersheim her. Sie konnten bis zum 1. Mai 1922 bei der Stadtpflege wieder eingetauscht werden.
Im Jahr 1923, als die Inflation ihren Höhepunkt erreichte, druckte die Stadt ihr eigenes Notgeld in Scheinen. Am 26. August 1923 entschied der Gemeinderat, Scheine im Wert zu 500.000, 1 Million und 2 Millionen Mark auszugeben. Durch die schnelle Geldentwertung wurde von der Ausgabe des Eine-Million-Mark-Scheines abgesehen, obwohl die Druckvorlagen für den Schein bereits fertig waren. Der Zwei-Millionen-Mark-Schein, der mit dem Ausgabedatum 26. August 1923 tatsächlich gedruckt wurde, zeigt auf der Rückseite eine Stadtansicht mit Blick über den See. Später wurde entschieden, weitere Scheine mit den Werten fünf Millionen bis zehn Billionen zu drucken. Die Rückseite der Scheine von fünf Millionen bis zwanzig Milliarden zeigte den „Eisernen Mann“, den Truchsess von Waldburg.
Neben der Stadt erhielten einige Waldseer Firmen die Genehmigung zum Druck von Papiergeld, darunter die Oberamtssparkasse, die Gewerbebank, die Firmen Holzindustrie E. Metzger & Co. und das Werk Waldsee der Oberrheinischen Dampfsäge- und Hobelwerke Offenburg.

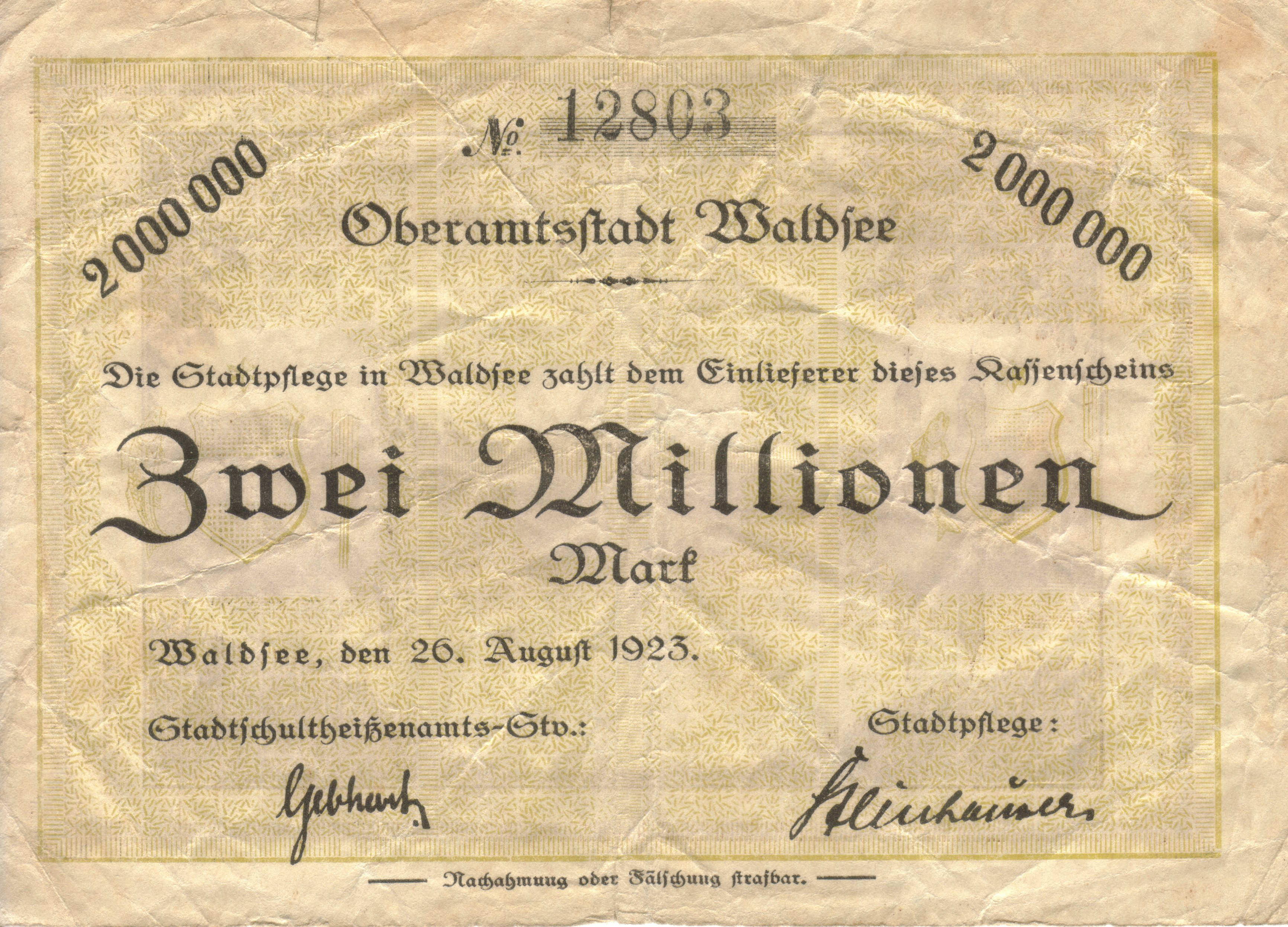
2-Millionen-Mark-Schein der Stadt Waldsee – Vorderseite
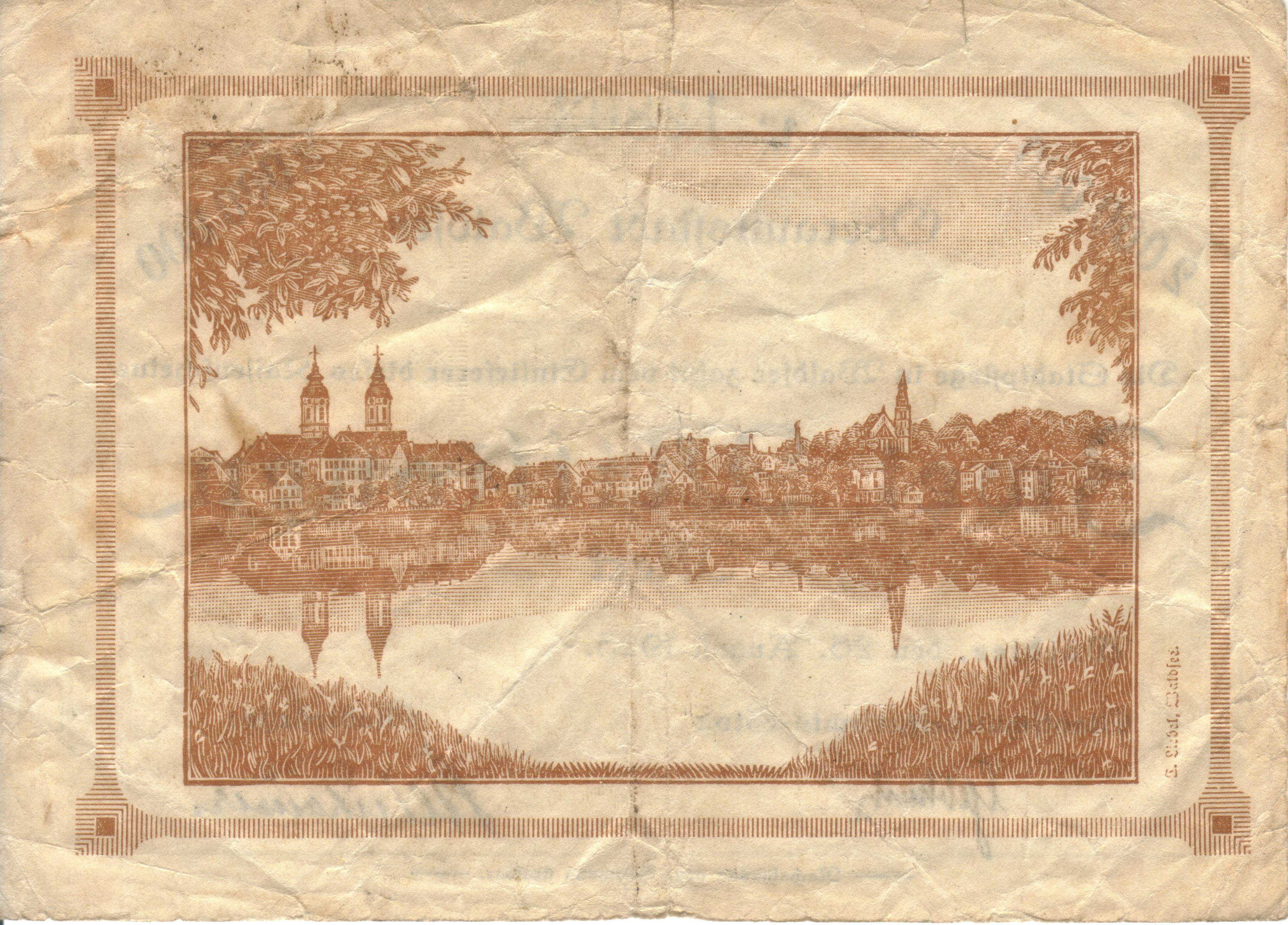
2-Millionen-Mark-Schein der Stadt Waldsee – Rückseite

### Weiterer Verlauf des 20. Jahrhunderts
Waldsee behielt den Status einer württembergischen Stadt des gleichnamigen Oberamtes von 1806 bis 1934, danach des gleichnamigen Kreises von 1934 bis 1938. Bei der Verwaltungsreform während der NS-Zeit in Württemberg wurde Waldsee 1938 dem Landkreis Ravensburg zugewiesen. Das Gebiet des ehemaligen Oberamtes, bzw. seit 1934 Kreises Waldsee wurde den neuen Landkreisen Biberach und Ravensburg zugeteilt. Im Frühjahr 1942 gründete Erich Bachem in Waldsee zusammen mit Milly A. Fiedler die Bachem-Werke GmbH. Hier wurde der Senkrechtstarter Bachem Ba 349 gebaut und getestet.
Waldsee war ab 1945 Teil der Französischen Besatzungszone und geriet somit 1947 zum neu gegründeten Land Württemberg-Hohenzollern, welches 1952 im Land Baden-Württemberg aufging.
Nach dem Zweiten Weltkrieg und im Zuge der wirtschaftlichen Neuorientierung besann sich die Stadt ihrer Tradition des Bäderwesens. 1950 wurde das erste Moorbad eröffnet. Durch den weiteren Ausbau des Kurwesens erlangte Waldsee bereits 1956 das Prädikat Moorheilbad. 1974 wurde Bad Waldsee außerdem das Prädikat Kneippkurort verliehen.

### Eingemeindungen

Historische Wappen der ehemaligen Gemeinden
Gaisbeuren
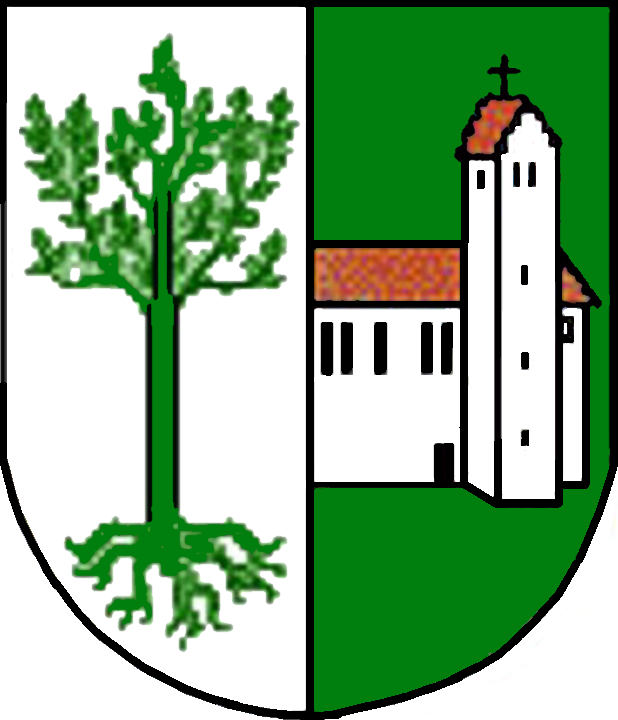
Haisterkirch
Mittelurbach
Michelwinnaden
Reute

Im Zuge der Gemeindegebietsreform in Baden-Württemberg wurden folgende, bis dahin selbständigen Gemeinden nach Bad Waldsee eingemeindet.
- 1. Juli 1971: Gaisbeuren[Geschichte 18]
- 1. Dezember 1971: Mittelurbach und Reute[Geschichte 18]
- 1. Januar 1975: Haisterkirch und Michelwinnaden[Geschichte 19]

Alle genannten Gemeinden gehörten bereits vor der Kreisreform zum Landkreis Ravensburg.

### 21. Jahrhundert
Seit 2014 sind Gaisbeuren und Reute zur Ortschaft Reute-Gaisbeuren zusammengefasst. Sitz der Verwaltung blieb Gaisbeuren.
Seit dem 1. Januar 2022 ist Bad Waldsee Große Kreisstadt.

## Politik
- SPD: 2
- Grüne: 3
- FW: 10
- CDU: 11

### Gemeinderat
Die Kommunalwahl vom 9. Juni 2024 führte bei einer Wahlbeteiligung von 62,2 % (+ 6,1 %p) zum nebenstehend dargestellten Ergebnis und zu folgender Sitzverteilung:

### (Ober)Bürgermeister
Im Januar 2012 wurde Roland Weinschenk für eine zweite Amtszeit wiedergewählt. Am 26. Januar 2020 wurde Matthias Henne (CDU) zu dessen Nachfolger gewählt. Er setzte sich dabei im ersten Wahlgang mit 80,8 % gegen vier Mitbewerber durch. Seit der Erhebung Bad Waldsees zur Großen Kreisstadt am 1. Januar 2022 trägt er die Amtsbezeichnung Oberbürgermeister.
| Stadtoberhäupter seit 1897 - 1897–1932: Karl Lang - 1933–1944: Hermann Hegele - 1945: Alfons Haselmaier - 1946: Robert Boxler - 1946–1948: Anton Real - 1948–1953: Siegfried Krezdorn - 1954–1972: Karl Faiss - 1972–2004: Rudolf Forcher - 2005–2020: Roland Weinschenk - seit 2020: Matthias Henne (CDU) |

### Ortschaftsratswahl Ergebnisse
|                  | Wahlberechtigte | Wahlbeteiligung | Sitze Insgesamt | Partei 1  | Ergebnis Partei 1 | Sitze Partei 1 | Partei 2 | Ergebnis Partei 2 | Sitze Partei 2 |
| ---------------- | --------------- | --------------- | --------------- | --------- | ----------------- | -------------- | -------- | ----------------- | -------------- |
| Haisterkirch     | 1202 (− 23)     | 66,5 % (+ 8,5)  | 11 (± 0)        | UnabHgl   | 86,1 % (+ 2,1)    | 9 (± 0)        | BiHg     | 13,9 % (− 2,1)    | 2 (± 0)        |
| Reute Gaisbeuren | 3515 (+ 108)    | 59,5 % (+ 9,4)  | 13 (− 2)        | Liste A   | 58,3 % (+ 6,9)    | 8 (±0)         | Liste B  | 41,4 % (− 6,9)    | 5 (− 2)        |
| Michelwinnaden   | 544 (+ 31)      | 65,1 % (+ 8,2)  | 8 (± 0)         | Dorfgem   | 100 % (+ 33,6)    | 6 (+ 2)        |          |                   |                |
| Mittelurbach     | 1129 (+ 16)     | 65,6 % (+ 7,9)  | 10 (+ 1)        | MUBürgerv | 60,7 % (− 4,5)    | 6 (± 0)        | KöngstL  | 39,3 % (+ 4,5)    | 4 (+ 1)        |

### Wappen und Flagge
| | Blasonierung: „In Schwarz ein silberner Balken, begleitet vorne von einem steigenden, linksgewendeten Fisch, hinten von einer gestürzten Kornschaufel, und überhöht von einem sechsstrahligen Stern“ |
| Wappenbegründung: Die Waldseer Stadtfarben sind Schwarz-Weiß. Der Fisch links vom Wappen steht für den Fischfang aus den städtischen Seen (vor allem dem Stadtsee), der Stern über dem Wappen symbolisiert die besondere Waldseer Marienverehrung, welche sich unter anderem auch in der Frauenbergkapelle („Unsere Liebe Frau vom Berg“) niedergeschlagen hat und die Schaufel rechts des Wappens steht für den in früheren Jahren florierenden Kornhandel, der Waldsee Wohlstand beschert hat. Das Wappen geht vermutlich auf die ersten Besitzer der Stadt, die Herren von Waldsee, zurück, welche in Feld zwei und drei ihres gevierten Wappens einen silbernen Balken in einem schwarzen Feld tragen. | |

### Städtepartnerschaften
Bad Waldsee hat eine Städtepartnerschaft mit Bad Elster in Sachsen und mit Bâgé-le-Châtel im Département Ain Frankreich.

## Kultur und Sehenswürdigkeiten

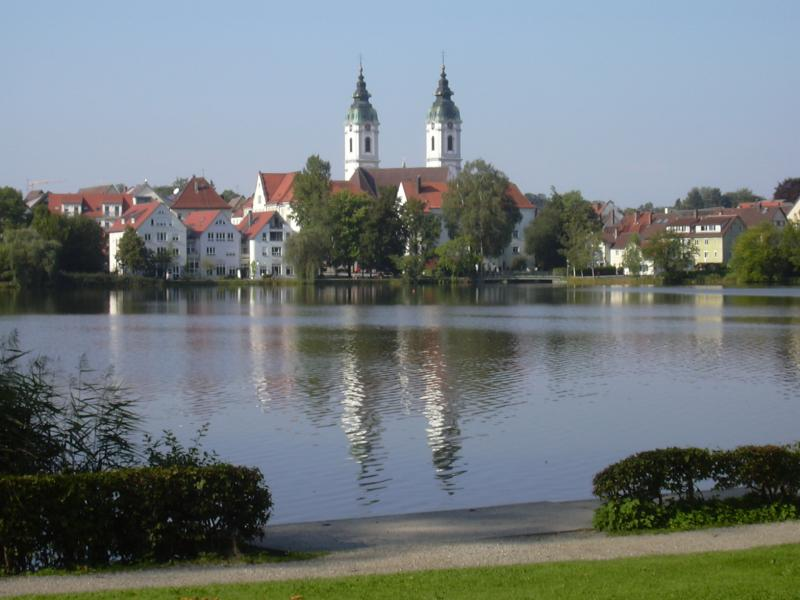
Stadtsee mit Stiftskirche St. Peter

### Touristische Straßen, Fernradwege, Pilger- und Wanderwege
Bad Waldsee liegt an der Schwäbischen Bäderstraße und an der Oberschwäbischen Barockstraße, die beide an vielen Sehenswürdigkeiten vorbeiführen.
Außerdem führen als Fernwanderwege zwei vom Schwäbischen Albverein betreute Hauptwanderwege durch östliche Ortsteile von Bad Waldsee: in Bad Waldsee-Graben kreuzt der Hauptwanderweg  4, der auch als Main-Donau-Bodensee-Weg bekannt ist, den Hauptwanderweg  5, der als Schwarzwald-Schwäbische-Alb-Allgäu-Weg begangen wird.
Sodann führt der 2009 neu angelegte Oberschwäbische Pilgerweg durch die Stadt.
Ferner liegt Bad Waldsee an der Route des Jakobswegs von Nürnberg über Ulm nach Konstanz, der im dortigen Abschnitt auch als Oberschwäbischer Jakobsweg bekannt ist.
← Vorhergehender Ort: Winterstettenstadt | Bad Waldsee | Nächster Ort: Weingarten direkt oder mit Abstecher über Bergatreute →

Ulmer Münster |
Ulm |
Grimmelfingen |
Einsingen |
Erbach |
Donaurieden |
Oberdischingen |
Ersingen |
Rißtissen |
Untersulmetingen |
Obersulmetingen |
Schemmerberg |
Äpfingen |
Laupertshausen |
Mettenberg |
Biberach an der Riß |
Reute |
Grodt |
Muttensweiler |
Steinhausen |
Wallfahrtskirche Steinhausen |
Winterstettenstadt |
Bad Waldsee |
Bergatreute |
Weingarten |
Ravensburg |
Brochenzell
Östliche Route:
Meckenbeuren |
Tettnang |
Gießenbrücke |
Heiligenhof |
Atlashofen |
Hüttmannsberg |
Gattnau |
Arensweiler |
Selmnau |
Hattnau |
Nonnenhorn
Westliche Route:
Rammetshofen |
Unterteuringen |
Hepbach |
Leimbach |
Möggenweiler |
Markdorf |
Meersburg |
Bodensee |
Staad |
Konstanz |
Konstanzer Münster

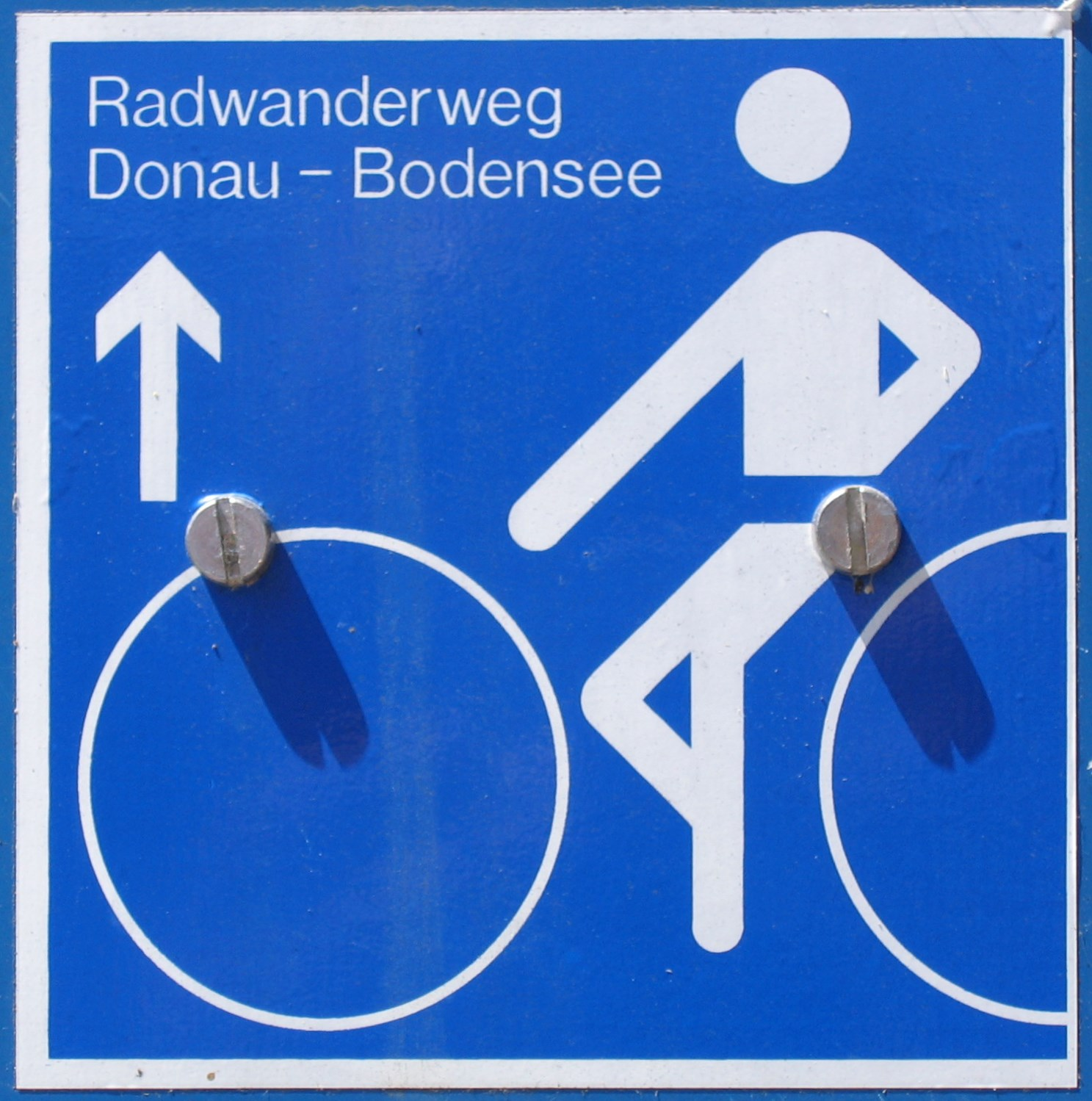
Radfahrende Touristen kommen auf diesem Weg in die Stadt

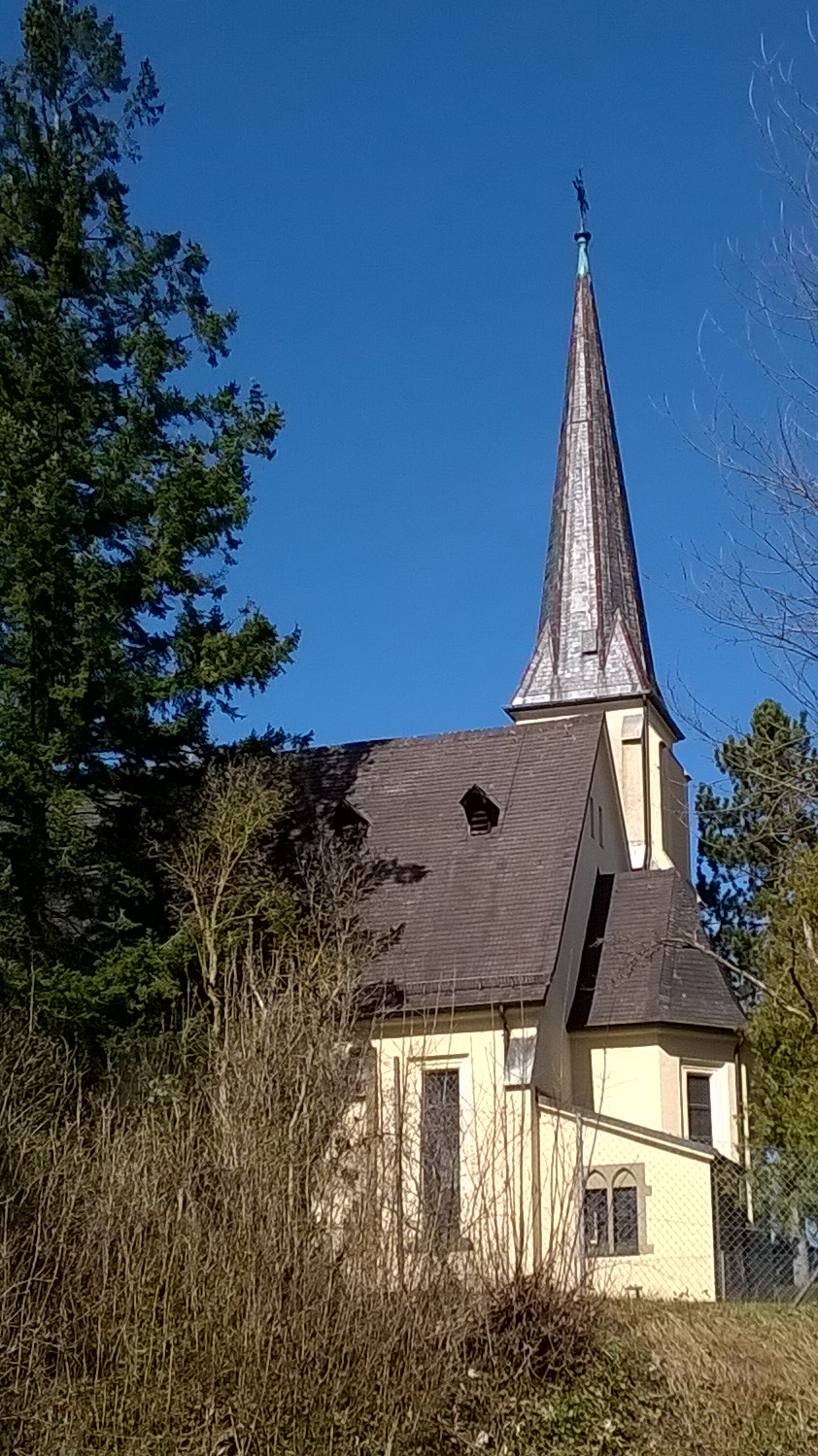
Evangelische Kirche Bad Waldsee

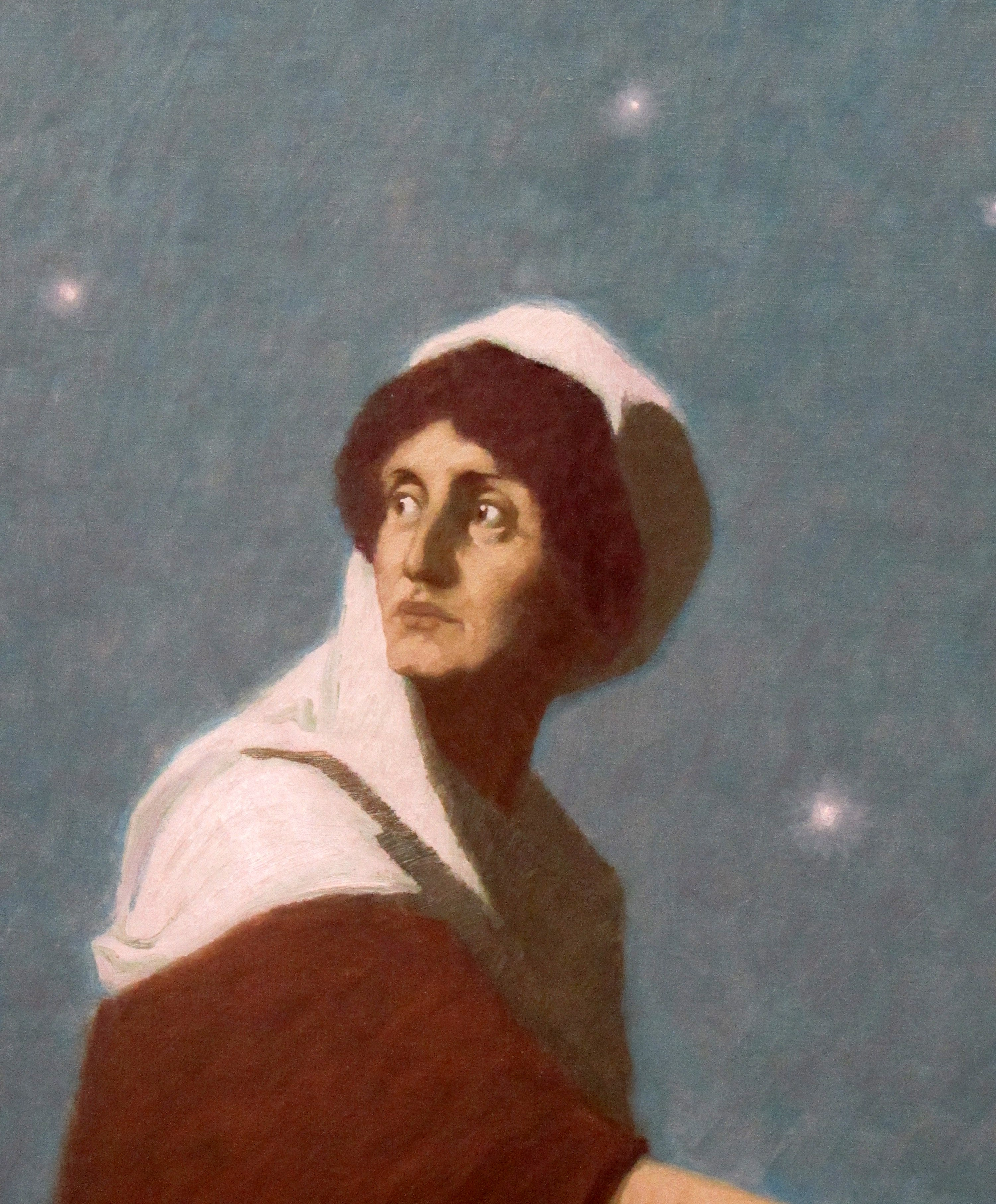
Fresko von Gebhard Fugel in der Wallfahrtskapelle St. Sebastian Haisterkirch

Auf dem Radwanderweg Donau-Bodensee, einem süddeutschen Fernradweg, durchfährt man ebenfalls die Stadt.

### Stadtarchiv
Das Stadtarchiv Bad Waldsee bewahrt die Überlieferung der Stadt und leistet historische Bildungs- und Öffentlichkeitsarbeit.

### Theater
Bad Waldsee hat kein festes Theater. Allerdings finden in der Stadthalle, dem Haus am See und dem katholischen Gemeindehaus regelmäßig Theaterveranstaltungen statt. So zum Beispiel zwischen Neujahr und Fasnet im Gemeindehaus die Vorführungen der Amateurtheatergruppe der Kolpingsfamilie.

### Museen
- Museum im Kornhaus

1910 wurde das Museum unter dem Namen Altertumsmuseum im Alten Theater im Spitalhof gegründet, 1972 erfolgte der Umzug in das 1492 erbaute ehemalige Kornhaus, wo das Heimatmuseum bis heute untergebracht ist. Das Museum bietet Einblicke in die Geschichte Bad Waldsees. Außerdem finden regelmäßig wechselnde Sonderausstellungen statt. Das viergeschossige Handels- und Lagerhaus hat ein Steildach und einen gotischen Stufengiebel, die Außenwände bestehen aus inhomogenem Mörtelmauerwerk von rund einem Meter Stärke. Der Innenaufbau ist eine selbsttragende Ständerbauweise auf 10 Innen- und 14 Außenpfosten aus Eichenholz. Das Handels- und Lagerhaus befand sich an der sogenannten Schweizer Kornstraße von Ulm an den Bodensee. Mindestens zweimal im Jahr finden in der neu ausgebauten Eingangshalle Sonderausstellungen zeitgenössischer Künstler und Themen statt.
- Zunfthaus Ölmühle

Die ehemalige Ölmühle am Pfaffenbach enthält eine Dauerausstellung zum Thema Gewinnung von Lein-, Mohn- und Rapsöl. Außerdem beherbergt das Gebäude das Fasnetsmuseum der Narrenzunft Waldsee.
- Stadtsee-Museum im Stadtarchiv

In der ehemaligen Landschule hinter der Stiftskirche befindet sich das Stadtseemuseum, in dem Funde aus dem Stadtsee ausgestellt sind.
- Kirchenschatz-Museum im Oratorium von St. Peter

Im Oratorium der Waldseer Stiftskirche können Kulturexponate der Kirche wie Monstranzen, Kelche und Reliquiare besichtigt werden.
- Erwin-Hymer-Museum des mobilen Reisens

Das 2011 eröffnete Museum zeigt auf seinen über 6000 m² Ausstellungsfläche die Geschichte des mobilen Reisens aus dem Blickwinkel des Reisenden. Unter den über 80 ausgestellten Fahrzeugen sind unter anderem Reisemobile von Hymer und anderen Herstellern unter anderem auch Airstream-Wohnwägen, Oldtimer-Autos sowie einige „kreative“ Eigenbauten ausgestellt. Die Architektur ist an zwei Wohnwagenfenster angelehnt, wobei eines stehend und das andere liegend ist. Durch die große Glasfront kann man auch aus größerer Entfernung in das Gebäude blicken und einige Exponate erkennen.
- Spätzlemuseum

Das im Juni 2013 eröffnete und 2020 geschlossene Spätzle-Museum präsentierte sich auf drei Stockwerken im historischen Vötschenturm. Es war das erste und einzige Spätzle-Museum der Welt und widmete sich der schwäbischen Leibspeise.

### Kino
Die Stadtkino Bad Waldsee eG beschloss 2012, das Kino „seenema“ zu eröffnen. Damit beendete die Genossenschaft die 45 kinolosen Jahre der Stadt. Das kleine Kino hat rund 50 Sitze. Auf dem Spielplan stehen künstlerisch wertvolle und in besonderem Maße informative Filme. Zudem soll das seenema ein Ort der Begegnung sein. In den Räumlichkeiten der ehemaligen Getränkehandlung finden unter anderem Kunstausstellungen statt.

### Bauwerke
- Kornhaus mit Stadtmuseum

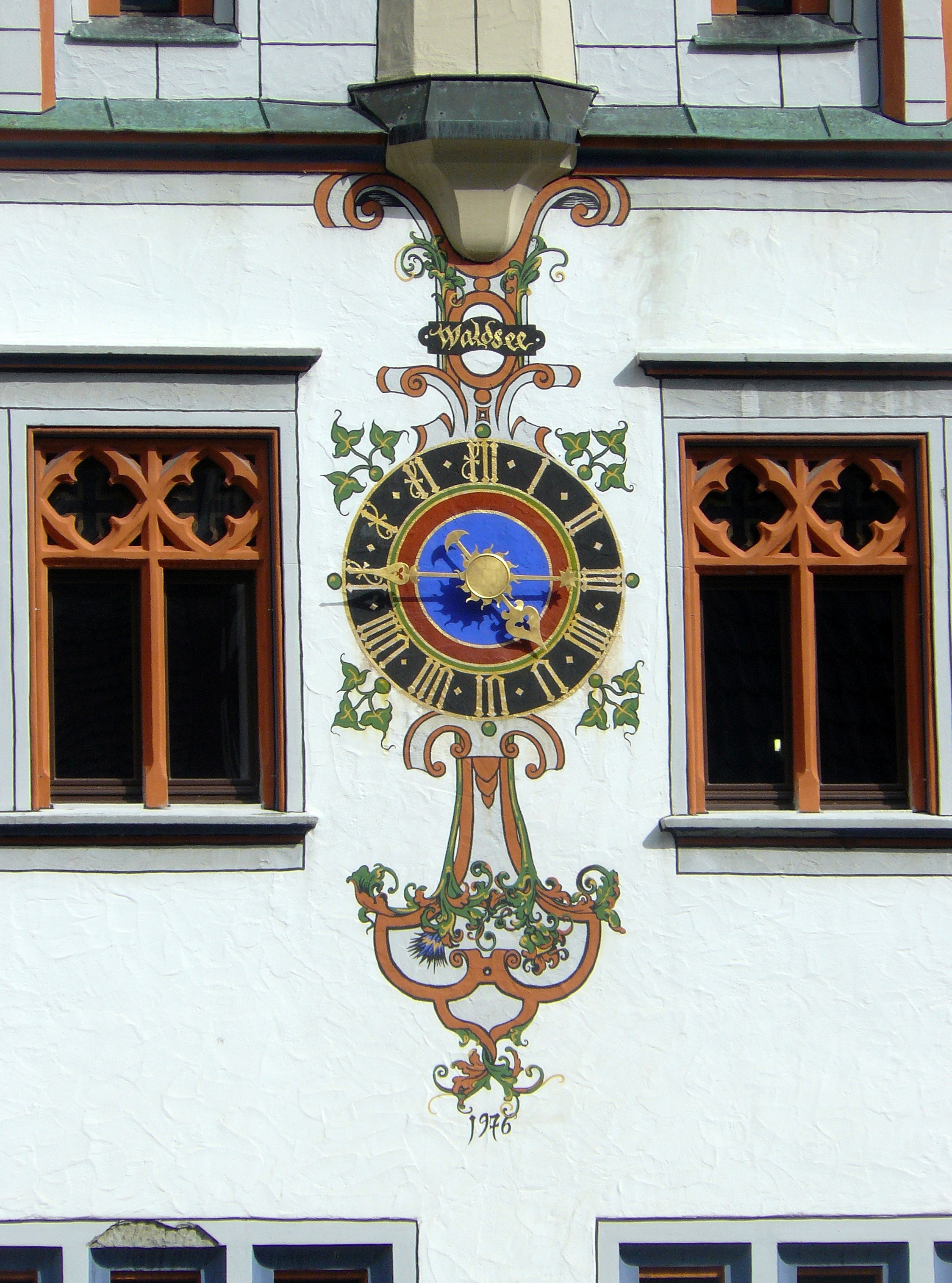
Rathausuhr

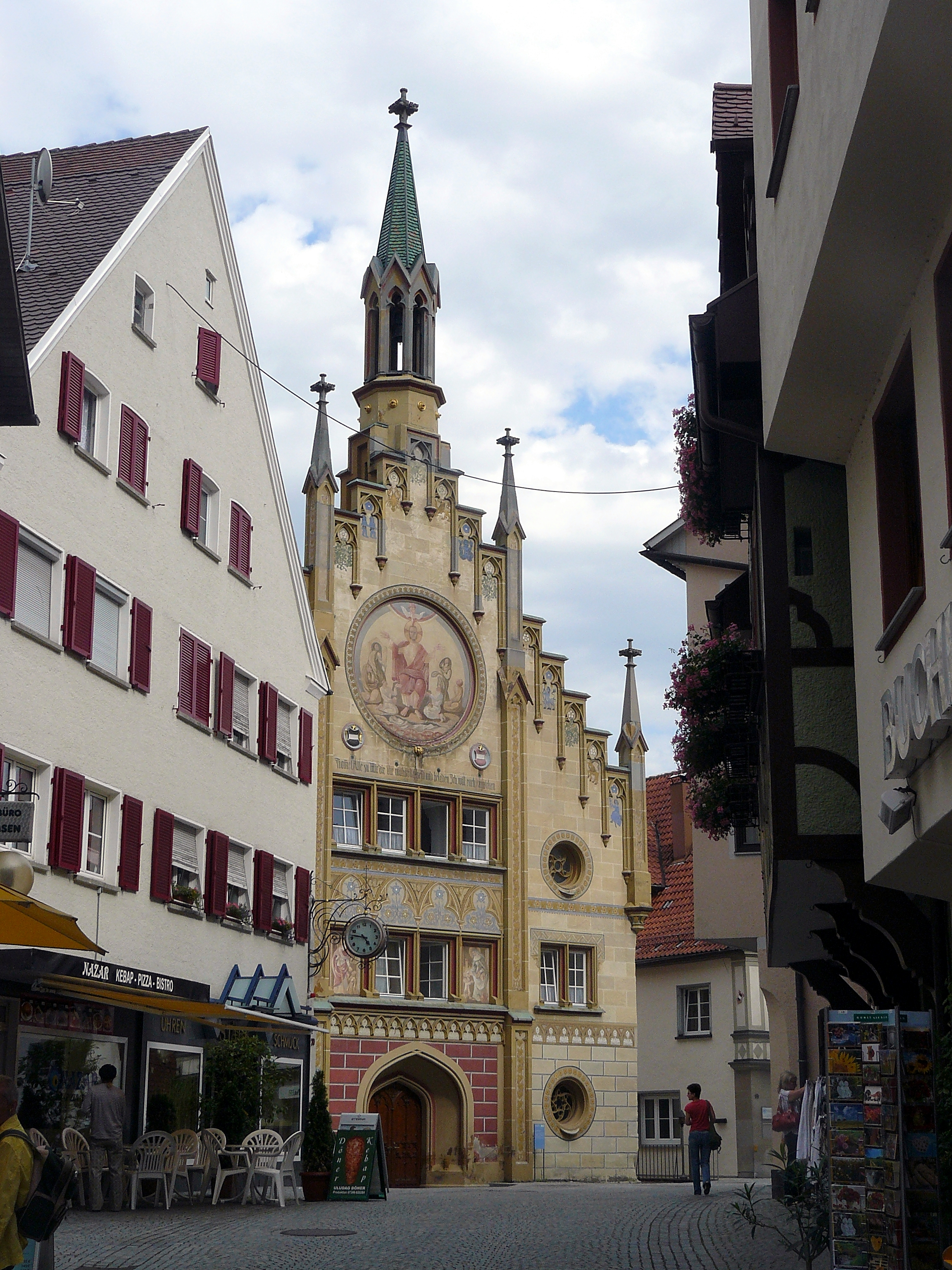
Heilig-Geist-Spital

- Altes Rathaus: Das Waldseer Rathaus wurde 1426 vom damaligen Bürgermeister Ulrich Kuderer erbaut. Das Gebäude mit seiner imposanten gotischen Fassade zählt zu den schönsten Rathäusern Oberschwabens. Das Rathaus entstand in der Zeit der Waldburger Pfandherrschaft und kann in seiner Größe als bürgerlicher Gegenpunkt zur weltlichen Herrschaft, die vom Schloss ausging, und zur geistlichen Herrschaft, die von der Stiftskirche ausging, verstanden werden.
- Wasserschloss Waldsee
- Stiftskirche
- Volkertshauser Weilerkapelle
- Wegkapelle St. Leonhard (Michelwinnaden)
- Kapelle St. Leonhard (Gaisbeuren)
- Frauenbergkapelle
- Wurzacher Tor: Das Wurzacher Tor wurde Anfang des 15. Jahrhunderts in der Amtszeit des damaligen Bürgermeisters Ulrich Kuderer gebaut. Es wurde im Zuge der Erweiterung der Stadtmauer errichtet, die ab diesem Zeitpunkt auch die sogenannte Wurzacher Vorstadt umfasste. Der ursprüngliche Ortskern von Waldsee war schon ab 1283 ummauert. Da im Bereich des Wurzacher Tors öfters verheerende Brände ausbrachen, wurde das Tor im Volksmund „Gluthafendeckel“ genannt. Davon leitet sich das heute noch gebräuchliche „Hafendeckel“ ab. Das Wurzacher Tor ist das letzte erhaltene Stadttor von Bad Waldsee, Ravensburger Tor und Biberacher Tor wurden bereits 1832 und 1833 abgerissen.
- Die evangelische Kirche auf dem Burgberg wurde 1889 im neugotischen Stil erbaut, entworfen vom Stuttgarter Architekten Theophil Frey. Der Turm steht asymmetrisch wie bei vielen der von ihm geplanten Kirchen. Schon 1913 wurde die Kirche umgestaltet, der gotische Schmuck an der Fassade wurde abgeschlagen, die Innenwände mit Pflanzenornamenten bemalt. So erzählt der helle und schlichte Kirchenraum mit dem Nebeneinander von gotischen und Jugendstilelementen auch vom Wandel des Geschmacks in relativ kurzer Zeit.[12]

### Regelmäßige Veranstaltungen
- Fasnet: Waldsee ist eine Hochburg der schwäbisch-alemannischen Fasnet. Die Narrenzunft Waldsee wurde am 1. Oktober 1935 gegründet, sie ging direkt aus dem 1908 gegründeten Narrenverein hervor. Die Zunft gehört der Vereinigung Schwäbisch-Alemannischer Narrenzünfte an. Anlässlich des 100-jährigen Jubiläums der Narrenzunft Waldsee fand am 19./20. Januar 2008 das große Narrentreffen der VSAN statt, das größte Fest, das jemals in Waldsee ausgerichtet wurde.
- Altstadt- und Seenachtsfest: Alljährlich findet am ersten Wochenende der Sommerferien das Altstadt- und Seenachtsfest statt. Am Samstag laden mehr als 40 Vereine zur gemütlichen Zusammenkunft ein, am Sonntagmorgen findet ein großer Flohmarkt in der Innenstadt statt. Höhepunkt ist das Feuerwerk mit musikalischer Untermalung am Sonntagabend, bei dem über 3000 farbige Kerzen auf dem Stadtsee treiben. Von Samstag bis Montag ist ein großer Rummelplatz auf der Bleiche.
- Waldseer Lauffieber: Über 1500 Sportler laufen seit 2003 jedes Jahr beim Waldseer Lauffieber mit. Neben Halbmarathon (ca. 500 Läufer im Ziel) und 10.000-Meter-Lauf (ca. 250 Läufer im Ziel) werden noch eine Staffel über 4×2.000 Meter, der Altstadt-Teamlauf, sowie verschiedene Jugend- und Kinder-Läufe angeboten.[13] Bis 2015 wurde ebenfalls ein Marathonlauf angeboten.
- Oberschwäbisches Straßenmusikfestival: Bereits zum vierten Mal fand im Sommer 2009 in Bad Waldsee das oberschwäbische Straßenmusikfestival statt. Am Samstag war Kneipenmusiknacht und am Sonntag spielten Straßenmusiker in der ganzen Altstadt. An den ersten beiden Veranstaltungen 2005 und 2006 wurden Weltrekorde fürs Guinness-Buch der Rekorde aufgestellt.
- Waldseer Ruderregatta: Regelmäßig im Herbst findet auf dem Stadtsee die Ruderregatta statt, ausgerichtet vom Ruderverein Waldsee 1900 e. V. Auf Deutschlands höchstgelegener Regattastrecke finden sich jährlich viele hundert Sportler aus ganz Mitteleuropa ein. 2012 fand die Regatta zum 50. Male statt.
- Fürstliches Winterleuchten: Alljährlich findet ab 25. November bis zum Februar das Fürstliche Winterleuchten im Fürstlichen Golf- und Natur-Resort Bad Waldsee statt, mit mehr als zehn Kilometer beleuchteter Wege, einem festlich geschmückter Innenhof und 150.000 Lichtern. Dekorierte Hütten im Außenbereich bieten lokalen und regionale sowie hausgemachte fürstliche Köstlichkeiten an. Ein kleiner Weihnachtsmarkt im Inneren rundet das Angebot ab.[14]
- Sebastiane-Wallfahrt: Jedes Jahr findet am 20. Januar die uralte Wallfahrt zum Heiligen Sebastian statt. Vom Bad Waldseer Teilort Haisterkirch geht der Zug der Wallfahrer zur Waldkapelle St. Sebastian auf dem Grabener Höhenrücken. Die jetzige Kapelle stammt aus dem Jahr 1892.
- Grabener-Höhe-Zeitfahren: Jährlich findet das Radrennen zur Grabener Höhe statt. Die Streckenlänge beträgt zehn Kilometer bei einem Höhenunterschied von 228 Metern. Der Streckenrekord liegt seit 2010 bei 15:27 min, was einer durchschnittlichen Geschwindigkeit von 39,29 km/h sowie 896 Höhenmeter pro Stunde entspricht.

### Vereine
- Die Abteilung Bad Waldsee der Ortsgruppe Bergatreute des Schwäbischen Albvereins wurde im Jahr 2000 mit der Eichendorff-Plakette ausgezeichnet.[15] Seit 2013 ist die Ortsgruppe Bad Waldsee eine Ortsgruppe des Schwäbischen Albvereins Bergatreute vom Allgäu-Gau.[16]
- Der größte Sportverein in Bad Waldsee ist die TG Bad Waldsee. Die Turngemeinde verfügt über ein großes Breitensportangebot.
- FV Bad Waldsee e. V., Fußballverein
- Die Narrenzunft Bad Waldsee mit über 3000 Mitgliedern[17]
- Die Sektion Bad Waldsee des Deutschen Alpenvereins (DAV) e. V.

### Freizeit- und Sportanlagen

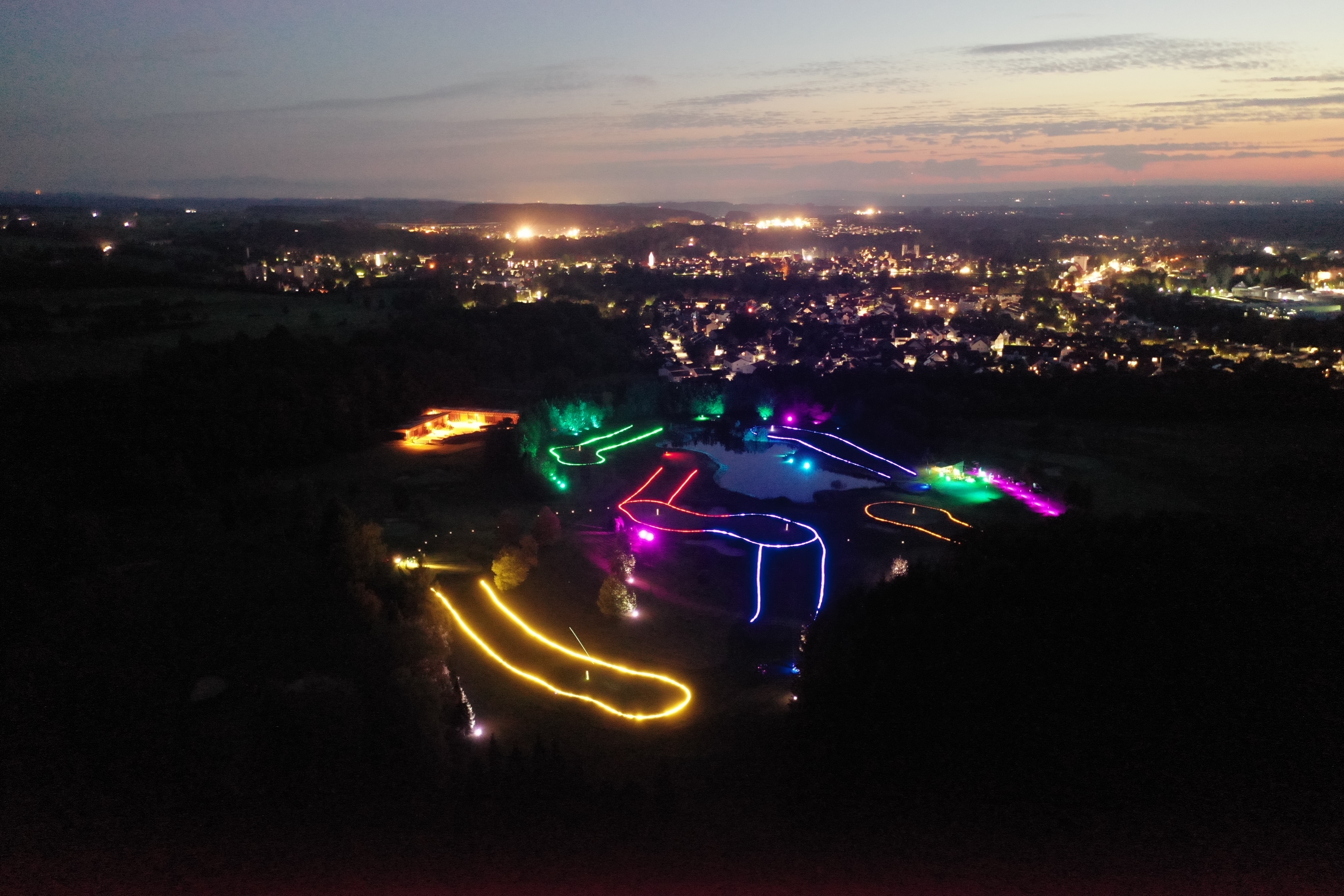
LED-Nachtgolfanlage

- Die Waldsee-Therme ist ein 1994 eröffnetes Thermalbad und Therapiezentrum.[Freizeit 1] Es wird aus der heißesten Quelle Oberschwabens gespeist. Mit knapp 65 °C kommt das fluorid- und schwefelhaltige Thermalwasser aus der Tiefe. Das Freibad Bad Waldsee bietet je ein Schwimmerbecken, Nichtschwimmerbecken, Babybecken, Rutschenbecken sowie einen direkten Zugang zum Stadtsee und mehrere Beachvolleyballfelder[Freizeit 2]
- Das Naherholungsgebiet Tannenbühl: Mehrere Wildgehege, Spielplätze, Grillstellen, einen Bolzplatz sowie einen Waldlehrpfad
- Der Abenteuer-Kletterpark-Tannenbühl mit neun Parcours
- Der „Stadtsee Aktiv-Weg“ mit einem Wassertretbecken, Fitnessgeräten und einem Tanzglockenspiel.[Freizeit 3]
- Der Sportpark Bad Waldsee befindet sich im Fürstlichen Golf- und Natur-Resort Bad Waldsee und bietet eine 45-Loch Golfanlage, eine Outdoor- und Indoor-Bogenschießanlage, Fahrradverleih, Fleet-Skates-Verleih (Cross Skating), Mountainbiken im Wald auf dem Saubadtrail und ein Fitnessstudio und Wellness-Bereich sowie Personal-Trainer und im Winter über 7-8 Loipen (Langlauf und Skating) an.[18] Außerdem kann man auf den sieben Fürstlichen Wanderwegen nordic-walken und wandern.[Freizeit 4]
- Im Fürstlichen Golf-Resort befindet sich der Fürstlichen Golfclub Oberschwaben e. V. Das Gelände umfasst 220 Hektar Golf- und Naturanlagen sowie 120 Hektar Wald. Dort befinden sich eine 45-Loch-Golfanlage sowie ein Hotel, ein Restaurant und ein Café. Die Golfanlage besteht aus zwei 18-Loch-Plätzen und wird durch einen 9-Loch-Kurzplatz ergänzt.[Freizeit 5] Im Jahr 2020 wurde auf dem Kurzplatz die erste LED-Nachtgolfanlage in Europa eröffnet.[Freizeit 6][Freizeit 7]
- Die Freizeitanlage am Stadtsee bietet mit einem Pumptrack, einer Miniramp, einem Skateplatz, einer Boulderwand und einer Streetworkout-Anlage vielfältige Sport- und Freizeitaktivitäten.[Freizeit 8]
- Das Strand- und Freibad Bad Waldsee bietet vielfältigen Badespaß mit direktem Zugang zum Natursee. Neben dem See stehen ein 50 × 20 m Schwimmbecken, ein 20 × 20 m Nichtschwimmerbecken mit Kleinkinderrutsche sowie ein Baby/Kinderbecken mit Attraktionen zur Verfügung. Die 90 m lange Riesenrutsche ist eine der Hauptattraktionen.[Freizeit 9]
- Die Minigolfanlage in Bad Waldsee, direkt am Stadtsee gelegen, bietet 18 abwechslungsreiche Bahnen.[Freizeit 10]

## Wirtschaft und Infrastruktur

### Verkehr

#### Bahnverkehr
Der Bahnhalt Bad Waldsee ist eine Station an der Bahnstrecke Herbertingen–Isny. Es bestehen stündliche Verbindungen auf den Linien Lindau–Aulendorf und Memmingen–(Aulendorf)–Sigmaringen. Die Querverbindung verläuft an der Bahnlinie München–Bad Waldsee–Freiburg. Seit Juli 2010 hält dort auch der 3-Löwen-Takt-Radexpress an ausgewählten Sonn- und Feiertagen zwischen Mai und Oktober auf der Fahrt von Aulendorf nach Bad Wurzach. Der geplante Ringzug Bodensee-Oberschwaben wird das Angebot mit Direktverbindungen nach Leutkirch, Lindau, Friedrichshafen und Ravensburg weiter verbessern. Aus nördlichen Richtungen kommend befindet sich Bad Waldsee an der Bahnlinie Ulm–Friedrichshafen (Bodensee) mit Umstieg am zentralen Bahnknotenpunkt Aulendorf. Von Stuttgart, München oder Zürich ist Bad Waldsee je nach Verbindung in etwa 2,5 Stunden erreichbar.

#### Busverkehr
Die Stadt ist mit Regional- und Schnellbuslinien unter anderem mit Bad Wurzach, Leutkirch und Ravensburg verbunden und gehört dem Bodensee-Oberschwaben Verkehrsverbund (bodo) an. Seit dem Dezember 2022 ergänzt die Schnellbuslinie S30 die bestehende Regiobuslinie R30. Von 6 bis 19 Uhr ist Bad Waldsee damit im Halbstundentakt mit Ravensburg verbunden. Die Fahrt mit dem Bus dauert rund fünf Minuten länger als mit dem eigenen Auto. Ergänzend gibt es einen Stundentakt von 5 bis 24 Uhr. Die Fahrgäste können mit den Linien S30 und R80 von Bad Wurzach nach Ravensburg durchfahren. So gelangen Fahrgäste von Bad Wurzach an den Ravensburger Bahnhof, die innenstadtnahe Haltestelle „Frauentor“ und direkt an die Pforte des St. Elisabethen-Klinikums (Oberschwabenklinik).

#### Straßen
Die Hauptverbindung zum überregionalen Straßennetz bildet die stark frequentierte Bundesstraße 30, die in Nord-Süd-Richtung Oberschwaben erschließt. Sie verbindet auf einer Länge von ca. hundert Kilometern den Großraum Ulm mit dem Bodensee und führt an den Städten Laupheim, Biberach an der Riß, Bad Waldsee, Weingarten und Ravensburg vorbei bis nach Friedrichshafen. Weitere Straßenverbindungen bestehen von Bad Waldsee aus nach Mühlhausen, Bad Wurzach, Wolfegg und Bad Schussenried.

#### Radverkehr
Durch eine Alltagsroute aus dem Radnetz Baden-Württemberg ist Bad Waldsee über den Stadtteil Michelwinnaden und über die Ingoldinger Ortsteile Winterstettendorf und Winterstettenstadt mit Biberach an der Riß und in der anderen Richtung über die Stadtteile Reute und Kümmerazhofen und über Baindt, Baienfurt und Weingarten mit Ravensburg verbunden. 
Durch Bad Waldsee führt der Donau-Bodensee-Radweg, der als Fernradweg von Ulm zum Bodensee nach Kressbronn führt. Er verläuft von Eberhardzell (Ampfelbronn) über die Stadtteile Osterhofen und Haisterkirch in die Kernstadt und weiter Richtung Bergatreute.
Auch sonst ist Bad Waldsee in das Radwegenetz eingebunden mit Verbindungen in alle Richtungen. Die Stadt Bad Waldsee und ihre Umgebung hat zum Thema Radwandern Überdurchschnittliches zu bieten. In Zusammenarbeit mit dem Deutschen Alpenverein hat die Stadt für Mountainbiker einen Parcours, genannt „Saubadtrail“, entwickelt.
Bad Waldsee ist Mitglied der AGFK (Arbeitsgemeinschaft Fahrrad- und Fußverkehrsfreundlicher Kommunen) in Baden-Württemberg.

#### Wanderwege
Bad Waldsee ist über Fuß-, Wander- und Pilgerwege zu erreichen und europäisch vernetzt. 

#### Luftverkehr
Die nächsten Verkehrsflughäfen befinden sich in Friedrichshafen und Memmingen. In Bad Waldsee gibt es den Flugplatz Bad Waldsee-Reute.

### Ansässige Unternehmen
Zu den bekanntesten Firmen in Bad Waldsee gehören Hymer und das Versandhaus Walz. Hymer ist Hersteller von Reisemobilen und Caravans. Im Werk Bad Waldsee sind über 1000 Mitarbeiter angestellt. Die Firma Baby-Walz wurde 1952 von Alfons Walz gegründet. Sie ist spezialisiert auf den Versand von Baby-Artikeln. Daneben gibt es zahlreiche mittelständische Unternehmen. Drittgrößter Arbeitgeber ist der städtische Kurbetrieb mit den Kliniken Maximilianbad, Elisabethenbad und Mayenbad sowie der Waldsee-Therme.
Die St. Elisabeth-Stiftung, eine im Jahr 1999 von den Franziskanerinnen von Reute begründete kirchliche Stiftung privaten Rechtes mit 1600 Mitarbeitern, ist in Bad Waldsee ansässig.
2025 wurde von RAFI ein neues Werk in Bad Waldsee fertiggestellt, welches zusätzlich zur bisherigen Tochterfirma etwa 250 Mitarbeiter beschäftigen soll.

### Gerichte, Behörden und Einrichtungen
Bad Waldsee verfügt über ein Amtsgericht, das zum Landgerichtsbezirk Ravensburg gehört.
Die Stadt ist Sitz des Ernährungszentrums Bodensee-Oberschwaben (eröffnet 1997), eines von vier solcher Zentren in Baden-Württemberg. Dieses ist dem Landratsamt Ravensburg in dessen Funktion als Untere Landwirtschaftsbehörde angegliedert.

### Bildungseinrichtungen
Bad Waldsee besitzt auf dem Döchtbühl
- ein staatliches Gymnasium,
- Grund- und Werkrealschule,
- Realschule und Förderschule.
- Die freie katholische Eugen-Bolz-Schule ist eine private Grund-, Werkreal- und Realschule zugleich.

Die 1949 gegründete Schwäbische Bauernschule Bad Waldsee in Trägerschaft des Landesbauernverbands Baden-Württemberg ist eine von fast fünfzig deutschen „ländlichen Heim-Volkshochschulen“ und bietet landwirtschaftliche, hauswirtschaftliche und musisch-kulturelle Seminare für Landwirte und andere Bewohner des ländlichen Raums an.

## Persönlichkeiten

### Ehrenbürger

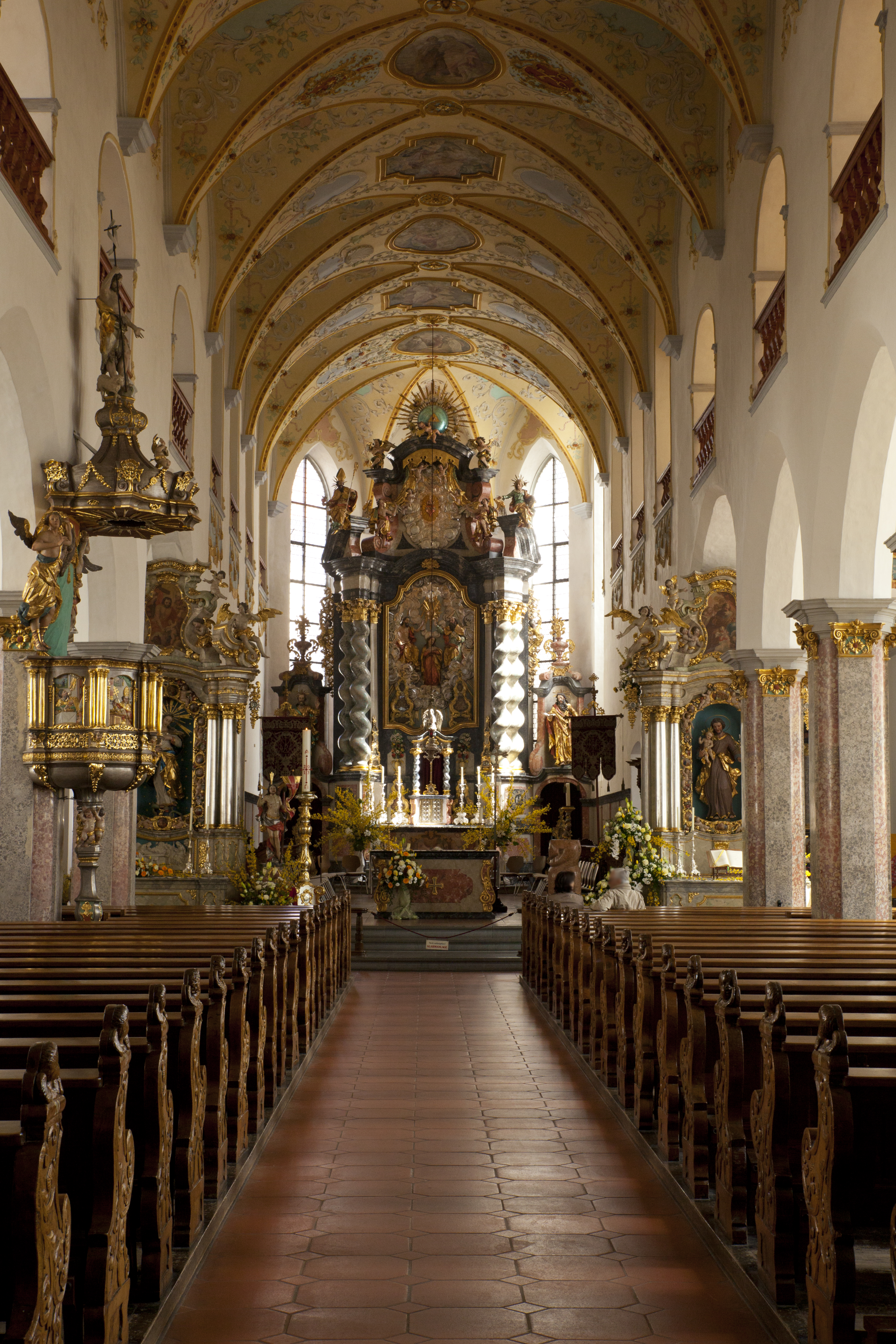
Kirchenschiff und Hochaltar der Stiftskirche St. Peter

- Rudolf Forcher, Bürgermeister von 1972 bis 2004, Träger des Bundesverdienstkreuzes 1. Klasse

### Söhne und Töchter der Stadt
- Elisabeth Achler (1386–1420), bekannt als Gute Beth, Mystikerin, Trägerin von Stigmata, 1766 Seligsprechung
- Georg von Waldburg-Zeil (1488–1531), bekannt als Bauern-Jörg, Heerführer im Bauernkrieg
- Jacob Schenck (um 1508–1554), evangelischer Theologe und Reformator
- Jörg Zürn (um 1583–1635/38), Bildhauer, und weitere Mitglieder der Bildhauerfamilie Zürn
- Jakob Bendl (um 1585–um 1655/60), Bildhauer
- Martin Zürn (1585/90–nach 1665), Bildhauer
- Johann von Waldburg-Wolfegg (1598–1644), Abt des Klosters Reichenau und Fürstbischof von Konstanz
- Johann Christoph Bendl (1624–1690), Bildhauer, Sohn von Jakob Bendl
- Joseph Anton von Waldburg-Wolfegg-Waldsee (1766–1833), erster Fürst von Waldburg-Wolfegg-Waldsee
- Anton Sohn (1769–1840), in Kümmerazhofen geborener Kirchenmaler und Hersteller der Zizenhausener Terrakotten
- Friedrich von Waldburg-Wolfegg-Waldsee (1808–1871), Fürst von Waldburg-Wolfegg-Waldsee, Standesherr im Königreich Württemberg
- Louis Lang (1812–1893), deutsch-amerikanischer Maler
- Anton Schemmel (1818–1866), Verwaltungsbeamter
- Ludwig Wahl (1831–1905), Apostolischer Vikar von Sachsen und Titularbischof von Cucusus
- Gustav von Mandry (1832–1902), Hochschullehrer, Landtagsabgeordneter
- Constantin Dausch (1841–1908), Bildhauer
- Carl Friedrich von Schall (1843–1911), Staatsrat und Landtagsabgeordneter
- Josef Anton Nieder (1848–1906), geboren in Steinach, Landtagsabgeordneter
- Gottfried Angerer (1851–1909), Chordirigent und Komponist
- Josef Krug-Waldsee (1858–1915), Dirigent und Komponist
- Maximilian von Waldburg-Wolfegg-Waldsee (1863–1950), württembergischer Standesherr
- Josef Mohr (1872–1947), Politiker
- Rudolf Heuson (1884–1955), geboren in Steinach, Förster und Pionier der Rekultivierung im Lausitzer Braunkohlenrevier
- Franz Ludwig von Waldburg-Wolfegg-Waldsee (1892–1989), fünfter Fürst von Waldburg-Wolfegg-Waldsee
- Josef Maier (1900–1985), geboren in Heurenbach, Politiker der CDU
- Josef Bühler (1904–1948), Jurist, nationalsozialistischer Staatssekretär, Stellvertreter des Generalgouverneurs Hans Frank, Teilnehmer der Wannseekonferenz
- Anton Josef Huber (1905–1998), geboren in Osterhofen, Volkswirt und Politiker der CDU
- Siegfried Schöpfer (1908–2007), Meteorologe
- Eugen Maucher (1912–1991), geboren in Gaisbeuren, Politiker der CDU, Landtags- und Bundestagsabgeordneter
- Alfons Walz (1920–2008), Unternehmer, Gründer des Versandhauses Walz (Baby Walz)
- Willibald Sauerländer (1924–2018), Kunsthistoriker und Kunstkritiker
- Karl Jetter (1929–2023), Ökonom und Journalist
- Erwin Hymer (1930–2013), Unternehmer, Gründer der Hymer AG[23]
- Otto Julius Maier (* 1930), Verleger (Otto Maier Verlag/Ravensburger AG) und langjähriger Präsident der IHK Bodensee-Oberschwaben
- Felicitas Estermann (1931–2024), Schriftstellerin
- Karl Feßler (1931/32–2010), Politiker, Oberbürgermeister von Filderstadt
- Marcell Restle (1932–2016), Archäologe, Byzantinist und Hochschullehrer
- Rupert Leser (1933–2017), Fotograf
- Dorothee Hess-Maier (* 1936), Verlegerin, Vorsteherin des Börsenvereins des Deutschen Buchhandels
- Kurt Widmaier (* 1950), Politiker der CDU, ehemaliger Landrat des Landkreises Ravensburg
- Josef-Otto Freudenreich (* 1950), Journalist
- Georg Cornelius Freundorfner (* 1951) ist ein Holzbildhauer, Organisator von Kunstfestivals und Friedensbotschafter
- Jürgen Lecher (* 1953), Fotograf
- Rudolf Leiprecht (* 1955), Sozialpädagoge und Hochschullehrer
- Irmela Maier (* 1956), Künstlerin
- Jörg Eberhard (* 1956), Maler
- Andreas Michalsen (* 1961), Mediziner
- Jürgen Rausch (* 1961), Bildungs- und Sozialwissenschaftler
- Ludwig Neidhart (* 1963), Philosoph, Mathematiker und römisch-katholischer Theologe
- Rosemarie Warth (* 1965), Komikerin
- Marten Hørger (* 1981), DJ und Produzent
- Michael Hepp (* 1983), Wirtschaftswissenschaftler

### Sonstige mit der Stadt verbundene Persönlichkeiten
- Jakob Bendl (um 1585–1655/1660), Bildhauer (Vater von Johann Christoph Bendl), lebte und wirkte in Waldsee
- Hieronymus Spiegel (1699–1779), Orgelbauer, verbrachte in Waldsee seinen Lebensabend
- Cäcilie Arand (1838–1908), Schriftstellerin, lebte in Waldsee
- Bernhard Bauknecht (1900–1985), Politiker (CDU) und Bauernverbandsfunktionär, gründete 1949 die Schwäbische Bauernschule in Bad Waldsee
- Erich Bachem (1906–1960), Ingenieur und Konstrukteur, für die Firma Hymer in Bad Waldsee tätig
- Friedrich Wilhelm Schnitzler (1928–2011), Landwirt, Politiker (CDU), Bauernverbandsfunktionär und Manager, Mitbegründer und Dozent an der Schwäbischen Bauernschule in Bad Waldsee
- Ernst Geprägs (1929–2011), Landwirt, Politiker (CDU) und Bauernverbandsfunktionär, Mitbegründer und Dozent an der Schwäbischen Bauernschule in Bad Waldsee
- Georg Zundel (1931–2007), Physiker, Unternehmer und friedenspolitisch engagierter Philanthrop
- Axel F. Otterbach (* 1948), Bildhauer
- Regine Rist (* 1970), Kommunalpolitikerin, lebt in Bad Waldsee

## Sonstiges

### Störche in Bad Waldsee

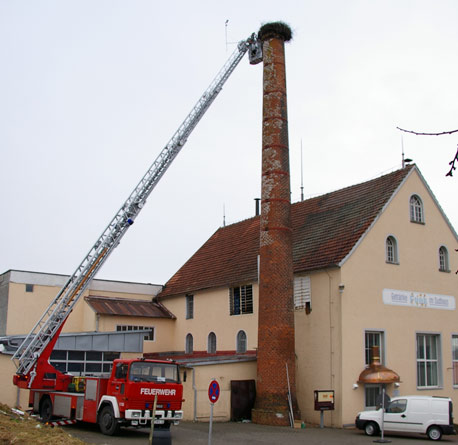
Installation der Webcam

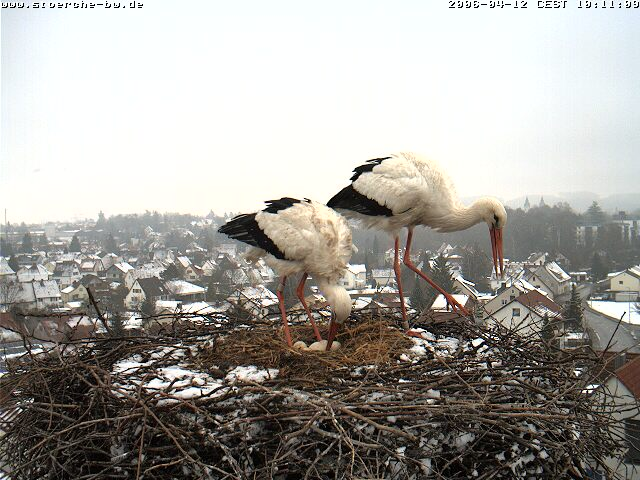
Webcambild mit fünf sichtbaren Eiern

Störche gehörten früher in Waldsee selbstverständlich zum Stadtbild. Auf einer Vedute des 17. Jahrhunderts sind Störche auf dem Südgiebel des Rathauses abgebildet und um 1900 auf dem Kornhaus. Selbst das Stadtwappen ist wie der Storch: schwarz, weiß, schwarz auf rotem Grund (Füße). Auch in Michelwinnaden gab es Störche auf der Burg und auch am Riß-Ursprung. Der Osterhofener Storch ist als ausgestopftes Exemplar noch in der Haisterkircher Schule erhalten. Auf Bildern von 1901 ist die ummauerte Waldseer Altstadt von großen, fast baumlosen Feuchtwiesen umgeben. Bei der Storchenzählung 1930 war Waldsee ein weißer Fleck, da der Storch nicht nach Stuttgart gemeldet wurde.
1986 tauchten nach 30 Jahren wieder Störche auf, als Nistplatz wählten sie das Gemeindehaus. Es waren Projektstörche aus der Schweiz und Vorarlberg. Das Männchen überwinterte in Bad Waldsee und wurde im Mühlteich der Riedmühle gefüttert.
Kurz bevor Störche im Waldseer Nest auf dem Brauereikamin im Teilort Steinach eintrafen, wurde 2006 auf dem Kamin eine Webcam angebracht, die einen Blick ins Nest gestattet. Die Investition wurde von der BUND-Ortsgruppe Bad Waldsee ermöglicht.

### Geschichte
1. ↑  Bad Waldsee - Altgemeinde~Teilort - Detailseite - LEO-BW. Abgerufen am 5. Juni 2019.
2. ↑  Dietrich Schäfer: Württembergische Geschichtsquellen, Bd. 2, Stuttgart 1895, S. 1–354 u. Karte. (PDF) 1895, abgerufen am 18. Oktober 2019.
3. ↑  Bad Waldsee - Altgemeinde~Teilort - Detailseite - LEO-BW. Abgerufen am 5. Juni 2019.
4. ↑  Bad Waldsee - Altgemeinde~Teilort - Detailseite - LEO-BW. Abgerufen am 5. Juni 2019.
5. ↑  Bad Waldsee - Altgemeinde~Teilort - Detailseite - LEO-BW. Abgerufen am 5. Juni 2019.
6. 1 2 3 4  The Wikipedia Library. Abgerufen am 5. April 2025 (englisch).
7. ↑  Rudi Heilig: Die Geheimnisse des Waldseer Stadtsees: Zwischenbilanz des Forschungsvorhabens liegt vor. 21. November 2022, abgerufen am 5. April 2025.
8. ↑  Beschreibung des Oberamts Waldsee/Kapitel B 1 – Wikisource. Abgerufen am 5. April 2025.
9. ↑  Bad Waldsee - Altgemeinde~Teilort - Detailseite - LEO-BW. Abgerufen am 5. Juni 2019.
10. 1 2  Geschichte Schloss Waldsee - Waldburg-Wolfegg. Abgerufen am 5. April 2025.
11. ↑  Karin Kiesel: Die Reformation in Waldsee war „grausam und brutal“. 8. September 2017, abgerufen am 5. Februar 2024.
12. ↑  Augustiner-Chorherrenstift Waldsee in der Datenbank Klöster in Baden-Württemberg des Landesarchivs Baden-Württemberg
13. ↑  Carl Haas: Die Hexenprozesse. Ein cultur-historischer Versuch nebst Dokumenten, Tübingen 1865, hier vor allem ab S. 84 (Haas zitiert aus dem „Urgicht-Register“ der Stadt Waldsee, Abschrift vom 28. Juni 1676). Harald Siebenmorgen: Hexen und Hexenverfolgung im deutschen Südwesten, Band I und II, Ostfildern 1994, Band I, S. 150–199, Band II, S. 253 ff.
14. ↑  schwaebische.de (Memento vom 29. November 2014 im Internet Archive)
15. ↑  Akten im Stadtarchiv Bad Waldsee, Urkunde aus dem Jahr 1604, VII, U, Nr. 1526
16. ↑  Bad Waldsee - Altgemeinde~Teilort - Detailseite - LEO-BW. Abgerufen am 5. Juni 2019.
17. ↑  Luftarchiv.de
18. 1 2  Statistisches Bundesamt (Hrsg.): Historisches Gemeindeverzeichnis für die Bundesrepublik Deutschland. Namens-, Grenz- und Schlüsselnummernänderungen bei Gemeinden, Kreisen und Regierungsbezirken vom 27.5.1970 bis 31.12.1982. W. Kohlhammer, Stuttgart / Mainz 1983, ISBN 3-17-003263-1, S. 531 (Statistische Bibliothek des Bundes und der Länder [PDF; 41,1 MB]).
19. ↑  Statistisches Bundesamt (Hrsg.): Historisches Gemeindeverzeichnis für die Bundesrepublik Deutschland. Namens-, Grenz- und Schlüsselnummernänderungen bei Gemeinden, Kreisen und Regierungsbezirken vom 27.5.1970 bis 31.12.1982. W. Kohlhammer, Stuttgart / Mainz 1983, ISBN 3-17-003263-1, S. 547 (Statistische Bibliothek des Bundes und der Länder [PDF; 41,1 MB]).
20. ↑  Bad Waldsee seit Jahresbeginn „Große Kreisstadt“. In: swr.de. Südwestrundfunk, 1. Januar 2022, abgerufen am 20. Januar 2022.

### Gewässer
1. ↑  Der Stadtsee von Bad Waldsee - Stadtentwässerung Bad Waldsee. Abgerufen am 13. April 2025.
2. ↑  Aktionsprogramm zur Sanierung oberschwäbischer Seen - Stadtsee. Abgerufen am 13. April 2025.
3. 1 2  Karte: Kartenansicht - Daten- und Kartendienst der LUBW. Abgerufen am 5. April 2025.
4. ↑  Sigrid Hirbodian, Peter Rückert, Matthias Hinderer, Antje Schwalb, Elena Marinova-Wolff: DFG-Projekt Bad Waldsee. Abgerufen am 10. Dezember 2024.
5. ↑  Aktionsprogramm zur Sanierung oberschwäbischer Seen - Schloßsee. Abgerufen am 13. April 2025.
6. ↑  Der Schlosssee von Bad Waldsee - Stadtentwässerung Bad Waldsee. Abgerufen am 13. April 2025.

### Wahlen
1. ↑  Gemeinderatswahl 2019 Bad Waldsee. Abgerufen am 27. Mai 2019.
2. ↑  schwaebische.de
3. ↑  80,8 Prozent haben Matthias Henne zu Bad Waldsees Bürgermeister gewählt. In: Schwäbische Zeitung. 27. Januar 2020, abgerufen am 28. Januar 2020.
4. ↑  Vorl. Ergebnis Ortschaftsratswahl 2019 Haisterkirch. Abgerufen am 1. Juni 2019.
5. ↑  Vorl. Ergebnis Ortschaftsratswahl 2019 Reute-Gaisbeuren. Abgerufen am 1. Juni 2019.
6. ↑  Vorl. Ergebnis Ortschaftsratswahl 2019 Michelwinnaden. Abgerufen am 1. Juni 2019.
7. ↑  Vorl. Ergebnis Ortschaftsratswahl 2019 Mittelurbach. Abgerufen am 1. Juni 2019.

### Freizeit
1. ↑  Katy Cuko: Wettbewerb der Wellnesstempel. Die Angebote der Thermen im Überblick. In: Südkurier vom 6. November 2010
2. ↑  Daten Freibad. Archiviert vom Original (nicht mehr online verfügbar) am 1. Juni 2019; abgerufen am 1. Juni 2019.
3. ↑  Stadt Bad Waldee – Stadtsee Aktiv-Weg (Memento vom 5. September 2012 im Internet Archive)
4. ↑  Sportpark Bad Waldsee
5. ↑  Die Bad Waldseer Golfclubs schließen sich zusammen. schwäbische.de, 24. Oktober 2014; abgerufen am 25. März 2019.
6. ↑  SWR Landesschau 2. Oktober 2020 (Memento vom 5. Oktober 2020 im Internet Archive)
7. ↑  Erste LED-Nachtgolf-Anlage in Europa. Schwäbische Zeitung, 16. September 2020
8. ↑  Skaten/Freizeitanlage am See: Kreisstadt Bad Waldsee - Bürger. Abgerufen am 22. März 2025.
9. ↑  Strand- und Freibad: Kreisstadt Bad Waldsee - Gäste. Abgerufen am 29. März 2025.
10. ↑  Minigolf: Kreisstadt Bad Waldsee - Gäste. Abgerufen am 29. März 2025.

### Sonstige
1. ↑  Statistisches Landesamt Baden-Württemberg – Bevölkerung nach Nationalität und Geschlecht am 31. Dezember 2024 (Fortschreibung auf Basis des Zensus 2022) (Hilfe dazu).
2. ↑  Regionalverband Bodensee-Oberschwaben (Hrsg.): Regionalplan Bodensee-Oberschwaben. Ravensburg 24. November 2023, S. 21.
3. ↑  Fläche seit 1996 nach tatsächlicher Nutzung. Statistisches Landesamt Baden-Württemberg, abgerufen am 30. Mai 2019.
4. ↑  Fläche seit 1996 nach tatsächlicher Nutzung - Statistisches Landesamt Baden-Württemberg. Abgerufen am 22. März 2025.
5. ↑  Württembergisches Urkundenbuch, Band 2, 1858, S. 214
6. ↑  Chronik Museum - Museum im Kornhaus Bad Waldsee. Abgerufen am 10. Juni 2019.
7. ↑  Kirchenschatz-Museum auf oberschwaben-portal.de, abgerufen am 20. März 2022.
8. ↑  Ausstellung. Erwin Hymer Museum, abgerufen am 9. Juni 2019 (deutsch).
9. ↑  spätzlemuseum.de Abgerufen am 20. März 2023.
10. ↑  Spätzlemuseum Bad Waldsee - Das Museum. Abgerufen am 29. März 2025.
11. ↑  seenema-bw.de Abgerufen am 21. März 2023
12. ↑  Evangelisches Gemeindeblatt in Württemberg: Kirche der Woche. Nr. 50/2017, 10. Dezember 2017, S. 29.
13. ↑  Startseite - Bad Waldseer Lauffieber. Abgerufen am 26. März 2019.
14. ↑  Startseite - Fürstliches Winterleuchten. Abgerufen am 22. Oktober 2021.
15. ↑  Die Eichendorff-Plakette erhielten in Blätter des Schwäbischen Albvereins Heft 2/2001, S. 26
16. ↑  Schwäbischer Albverein | Allgäu Gau | Allgäu-Gau. Abgerufen am 29. März 2025 (deutsch).
17. ↑  Gerhard Reischmann: Die Narrenzunft Waldsee hat 3166 Mitglieder. In: dieBildschirmzeitung. 9. Januar 2024, abgerufen am 22. März 2025.
18. ↑  Schwäbische Zeitung vom 4. Dezember 2020
19. ↑  Das RadNETZ Baden-Württemberg auf www.radroutenplaner-bw.de
20. ↑  „Wir suchen nach wirtschaftlichen Lösungen“. In: www.schwaebische.de. Schwäbischer Verlag GmbH & Co. KG, 5. Oktober 2012, abgerufen am 1. April 2025.
21. ↑  www.rafi-group.com
22. ↑  Wolfgang Heyer: 10.000 Quadratmeter: Rafi eröffnet neues Werk. 16. Mai 2025, abgerufen am 26. Juli 2025.
23. ↑  Der Pionier. Auf: hymer.com, abgerufen am 30. März 2016.